# Умершие в ноябре 2018 года
Это список известных людей, соответствующих установленным критериям значимости (см. Википедия:Критерии значимости персоналий), умерших в ноябре 2018 года.
Причина смерти указывается лишь в исключительных случаях (убийство, самоубийство, гибель в результате военных действий, смертная казнь, ДТП или несчастные случаи). В остальных случаях — не указывается.

### 30 ноября

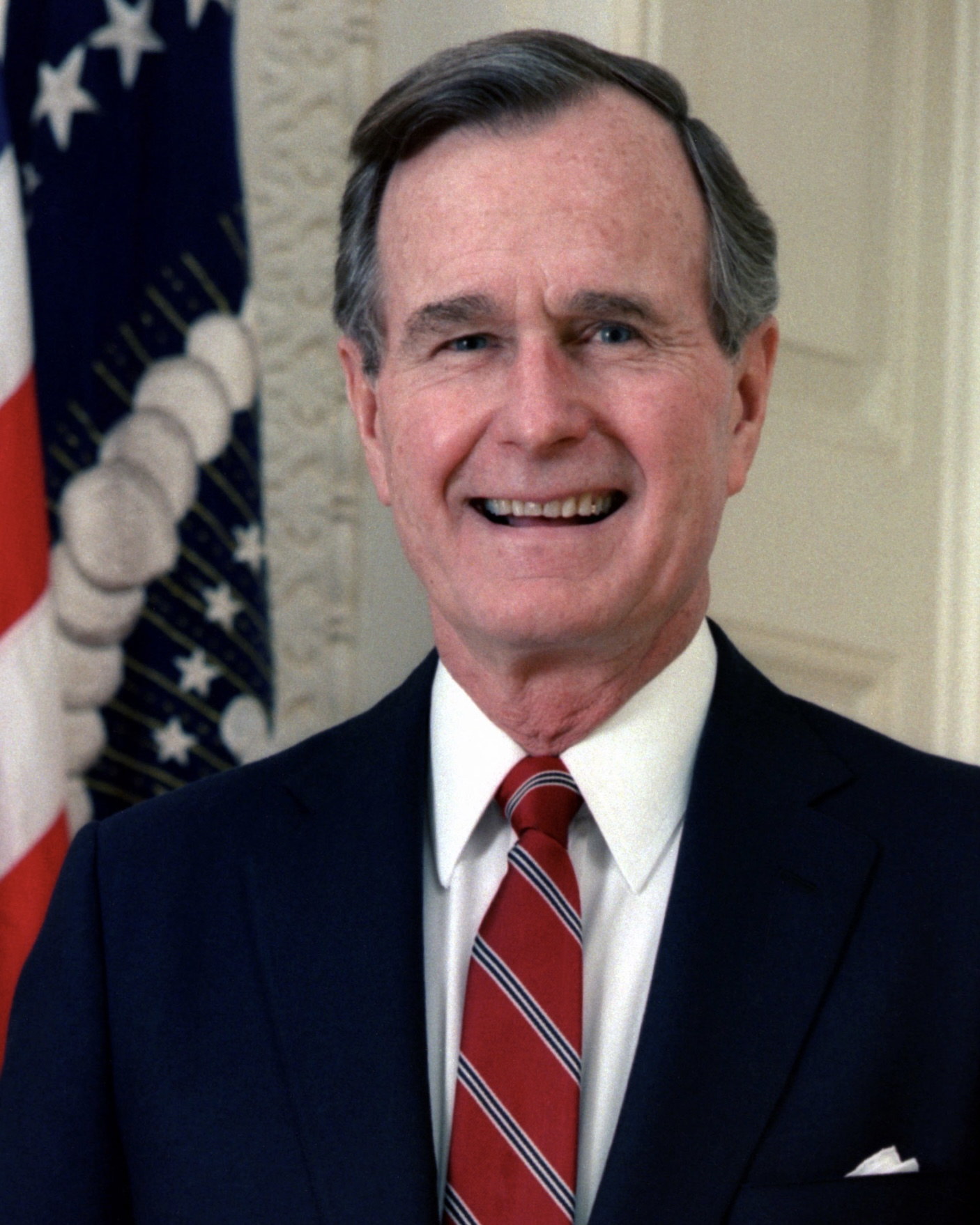
Джордж Герберт Уокер Буш

- Абойтис, Хон Рамон (70) — испано-филиппинский бизнесмен[1].
- Буш, Джордж Герберт Уокер (94) — американский государственный деятель, 41-й президент США (1989—1993)[2].

### 29 ноября

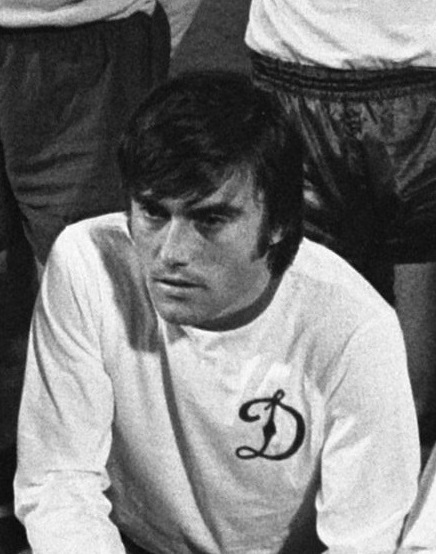
Виктор Матвиенко

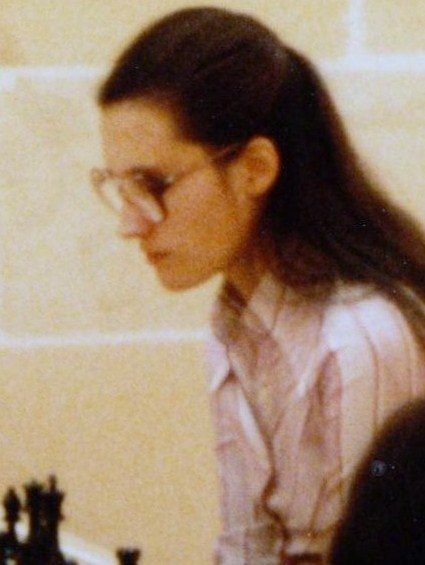
Рут Харинг

- Акаги, Харуэ (94) — японская актриса[3].
- Алтаф, Фатима (91) — пакистанская писательница[4].
- Бондарь, Владимир Владимирович (90) — советский и российский учёный, доктор химических наук, профессор, специалист в области физической химии и научно-технической информации[5].
- Гаск, Ив (88) — французский актёр и поэт[6].
- Глуховский, Марат Зиновьевич (87) — советский и российский геолог, доктор геолого-минералогических наук[7].
- Карапетян, Гарник Альбертович (60) — армянский математик[8].
- Майер, Ханс (102) — нидерландский ватерполист и пловец, участник Летних Олимпийских игр 1936 года в Берлине[9].
- Матвиенко, Виктор Антонович (70) — советский футболист клуба «Динамо» (Киев) (1970—1977), бронзовый призёр летних Олимпийских игр в Монреале (1976), заслуженный мастер спорта СССР (1975)[10].
- Харинг, Рут (63) — американская шахматистка, международный мастер среди женщин (1977)[11].
- Шахкян, Гарник (82) — армянский архитектор[12].
- Эль, Давид Моисеевич (89) — караимский общественный и религиозный деятель[13].

### 28 ноября

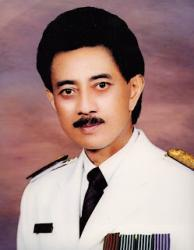
Зулкифли Нурдин

- Альтицер, Томас (91) — американский теолог[14].
- Костелка, Любомир (91) — чешский актёр[15].
- Моррис, Роберт (87) — американский скульптор, концептуальный художник и писатель[16].
- Нейман, Роджер (77) — американский джазовый саксофонист[17].
- Нурдин, Зулкифли (70) — индонезийский государственный деятель, губернатор Джамби (2005—2010)[18].
- Ристовский, Блаже (87) — македонский учёный и государственный деятель, заместитель премьер-министра Республики Македонии (1991—1992). Академик Македонской академии наук и искусств, руководитель редакции «Македонской энциклопедии»[19].
- Смит, Гарри Лесли (95) — британский писатель[20].
- Стефановски, Горан (66) — македонский драматург[21].
- Упениекс, Арно (85) — советский и латвийский театральный актёр, артист Рижского национального театра драмы[22].
- Шихова, Галина Ивановна (77) — советская горнолыжница, тренер, 10-кратная чемпионка СССР, участница зимних Олимпийских игр в Саппоро (1972)[23].

### 27 ноября

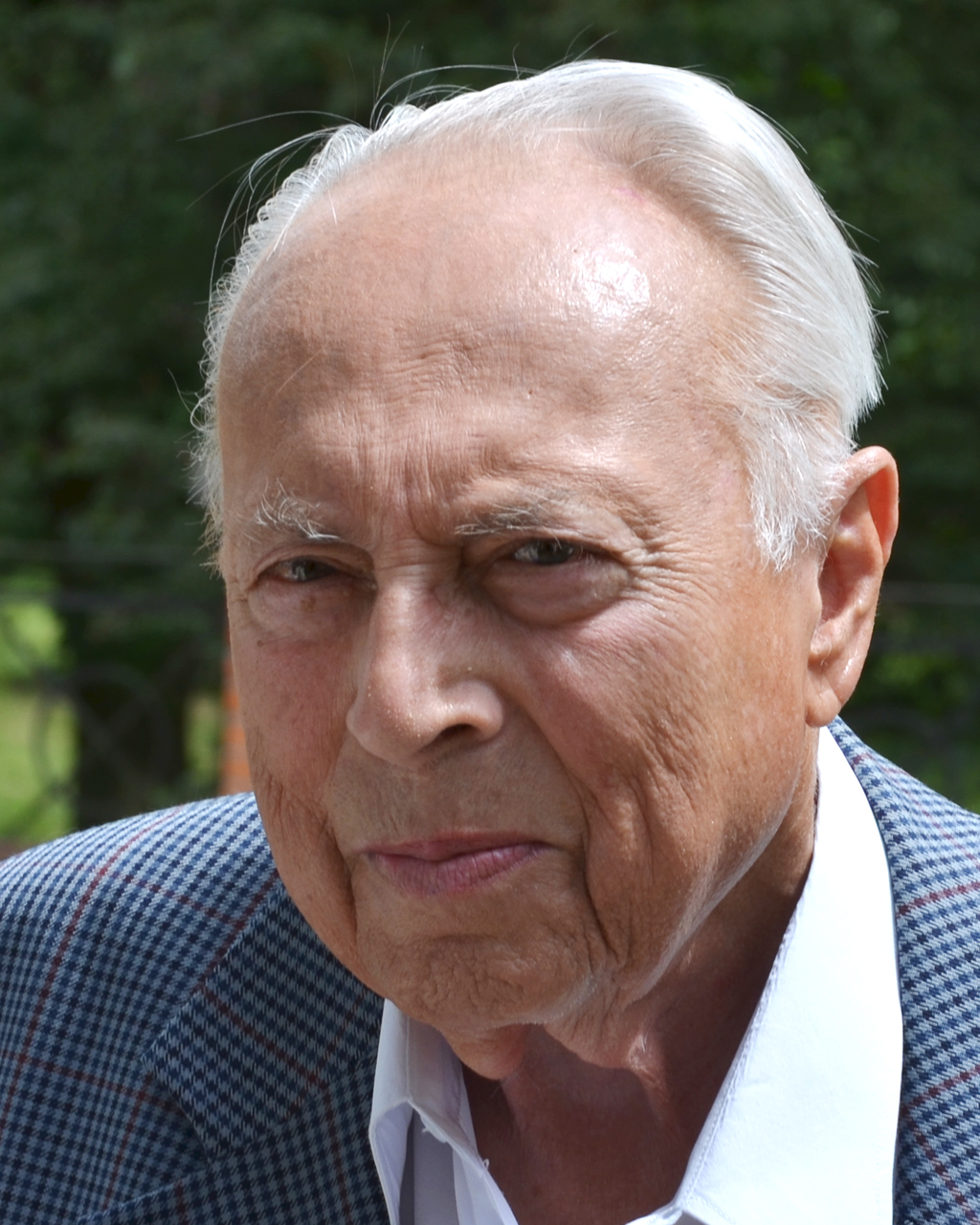
Ярослав Благош

- Аристов, Борис Иванович (93) — советский партийный и государственный деятель, первый секретарь Ленинградского горкома КПСС (1971—1978), министр внешней торговли СССР (1985—1988), Чрезвычайный и Полномочный Посол СССР в Польше (1978—1983), Чрезвычайный и Полномочный Посол СССР и России в Финляндии (1988—1992)[24].
- Благош, Ярослав[чеш.] (88) — чешский эндокринолог, иностранный член РАМН (2002—2014), иностранный член РАН (2014)[25].
- Де Грааф, Манфред (79) — нидерландский актёр[26].
- Кууск, Эрик (80) — советский эстонский мотогонщик, пятикратный чемпион СССР[27].
- Мэддокс, Джонни (91) — американский пианист и историк[28].
- Педли, Лесли (88) — австралийский ботаник.

### 26 ноября

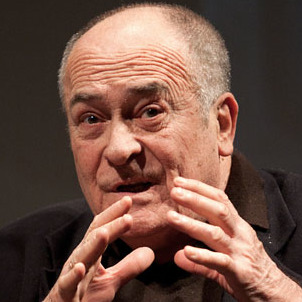
Бернардо Бертолуччи

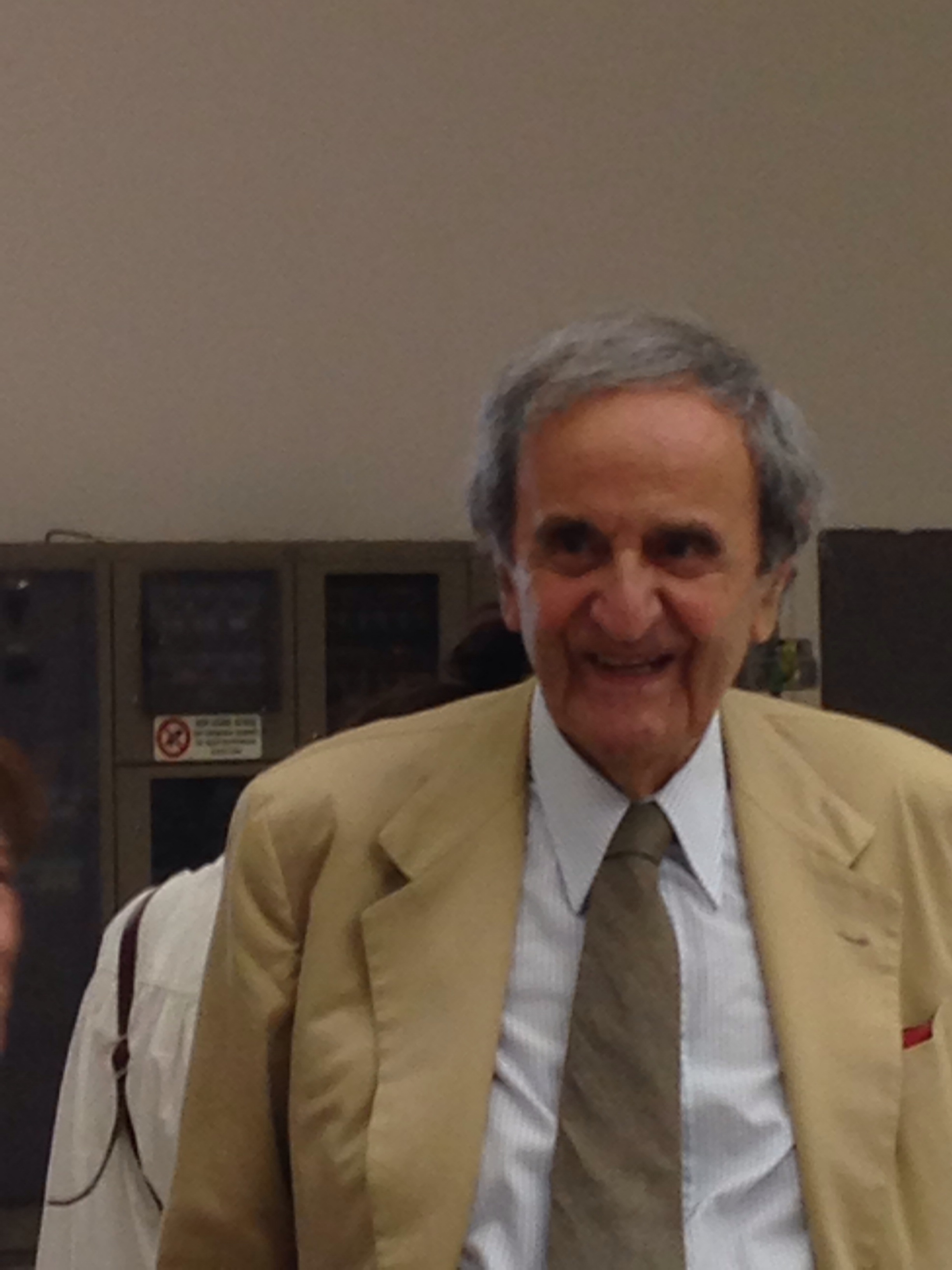
Томас Мальдонадо

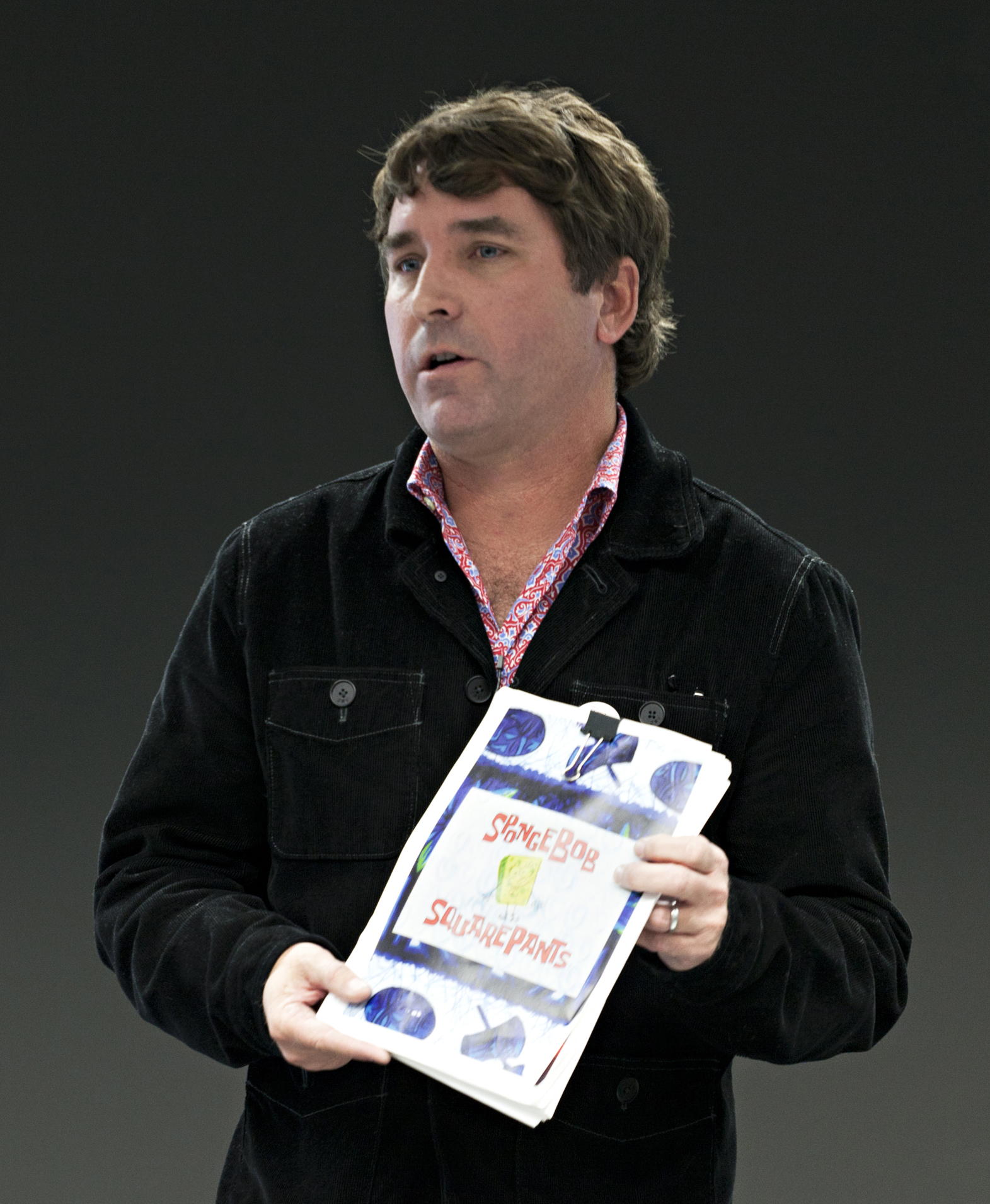
Стивен Хилленберг

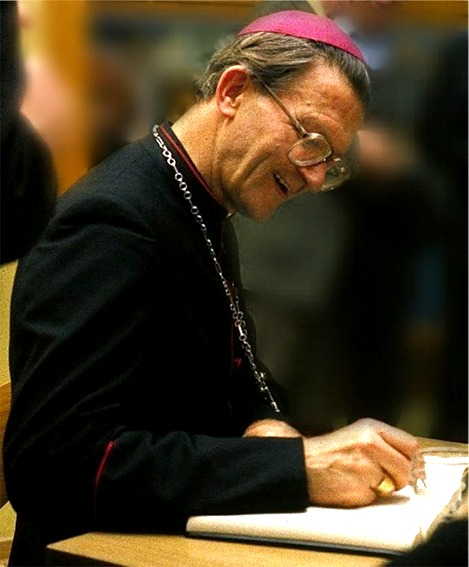
Лео Шварц

- Баркер, Джин (96) — британский государственный деятель, баронесса, член Палаты лордов парламента Великобритании (1980—2017)[29].
- Безчастнов, Игорь Михайлович (94) — советский и американский архитектор и художник[30].
- Бертолуччи, Бернардо (77) — итальянский кинорежиссёр, драматург и поэт, лауреат премии «Оскар» (1987)[31].
- Борсо, Умберто (95) — итальянский оперный певец (тенор)[32].
- Брач, Борис Янович (84) — советский и российский химик, профессор Сыктывкарского государственного университета, заслуженный деятель науки Российской Федерации (1994)[33].
- Горковенко, Станислав Константинович (80) — советский и российский дирижёр, народный артист РСФСР (1986)[34].
- Мальдонадо, Томас (96) — аргентинский дизайнер и живописец[35].
- Рокицкий, Михаил Рафаилович (87) — советский и российский хирург, депутат Государственной думы РФ 3-го и 4-го созывов[36].
- Фаррелл, Марк (65) — британский теннисист[37].
- Хадида, Сэмюэл (64) — американский кинопродюсер[38].
- Хилленберг, Стивен (57) — американский аниматор, создатель мультсериала «Губка Боб Квадратные Штаны»[39].
- Шварц, Лео (87) — немецкий католический прелат, вспомогательный епископ Трира (1982—2006)[40].
- Яковлев, Анатолий Алексеевич (68) — советский футболист и российский футбольный тренер; игрок курского «Авангарда» (1973—1975 и 1976)[41].

### 25 ноября

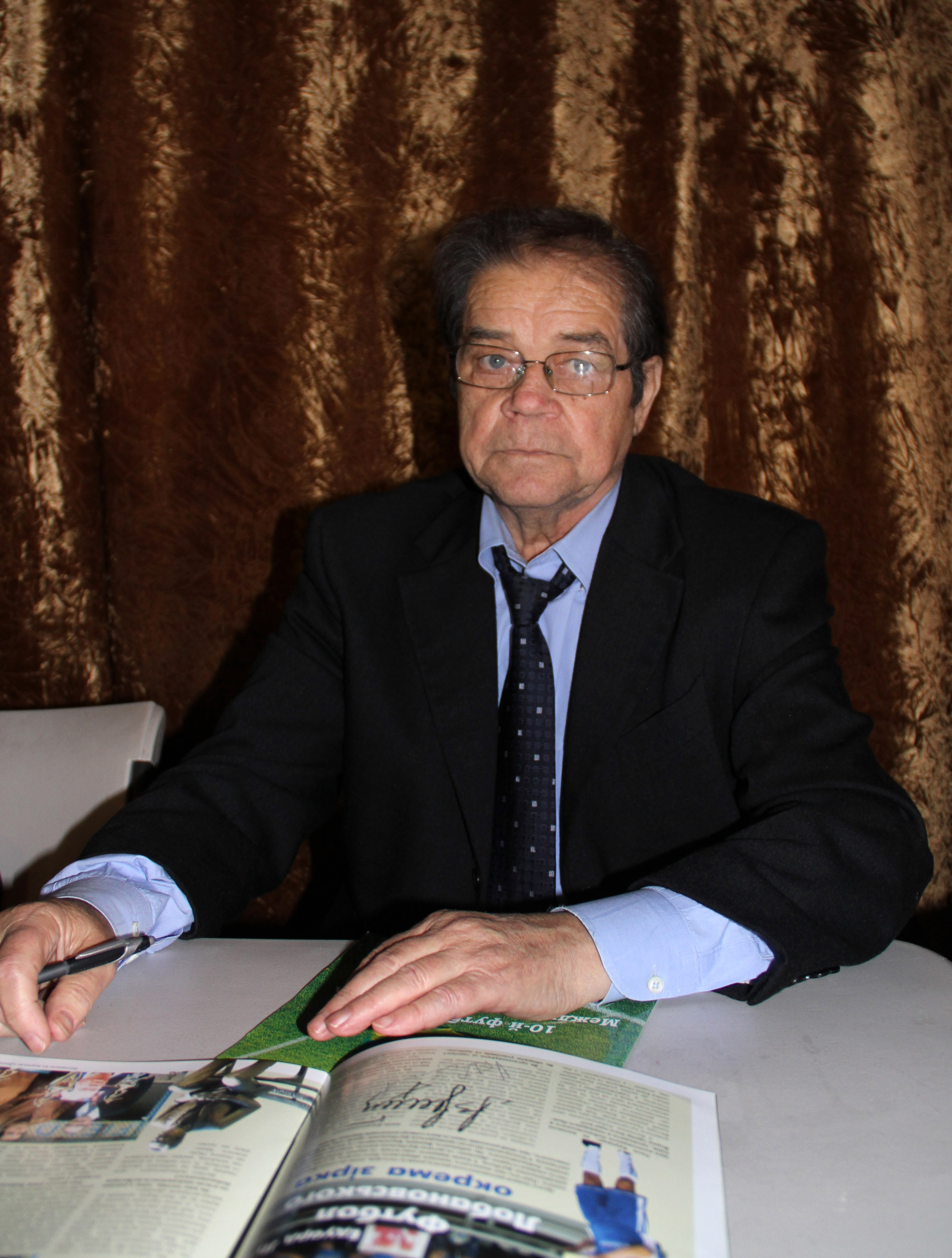
Виктор Каневский

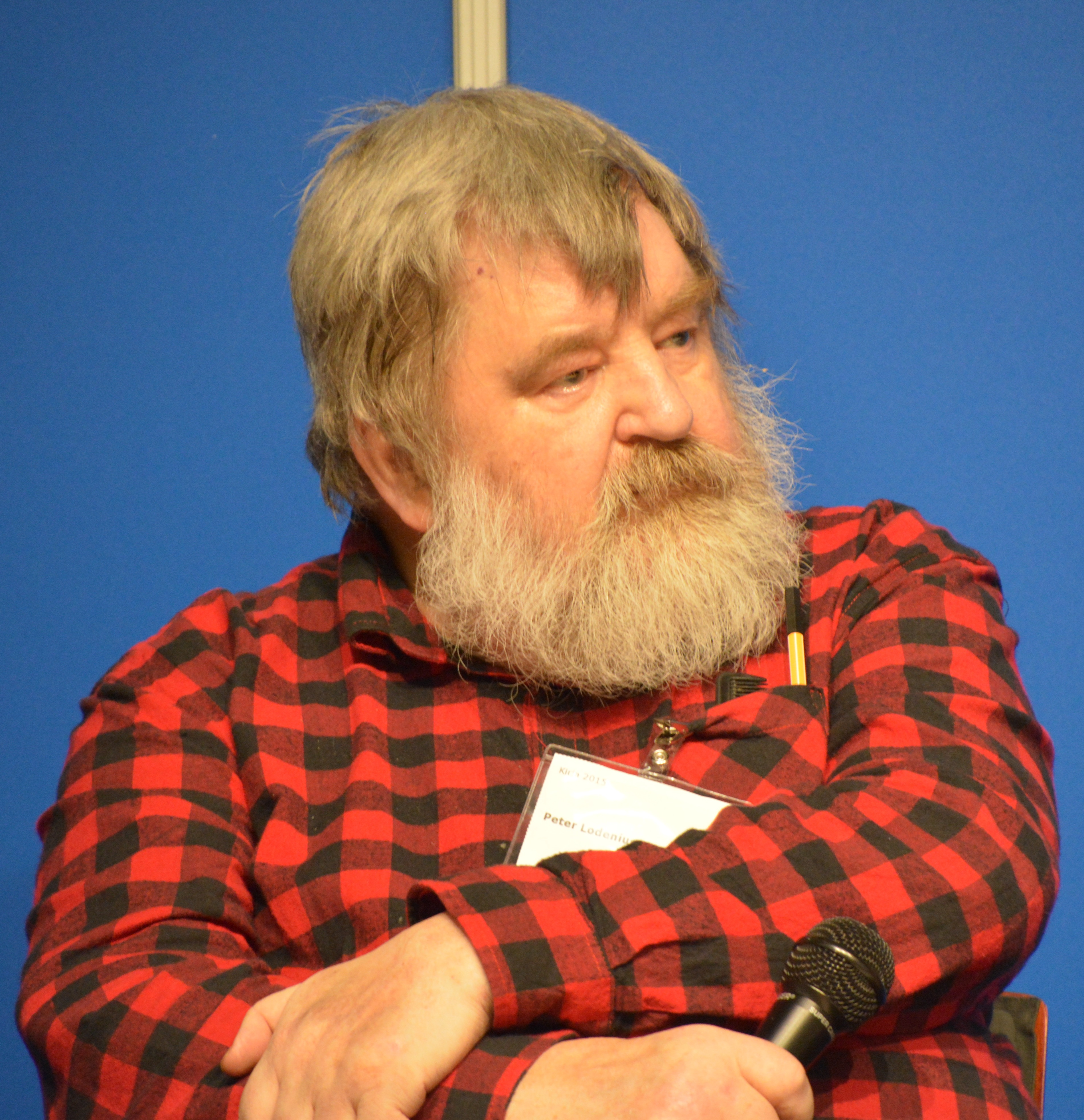
Петер Лодениус

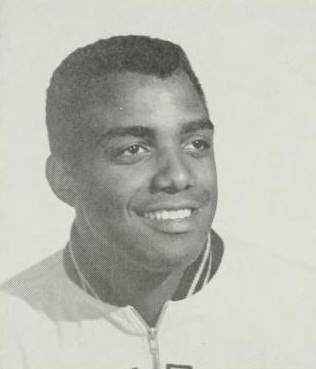
Вилли Ноллс

- Бейлина, Нина Михайловна (87) — советская и американская скрипачка[42].
- Боден, Жак (79) — сенегальский государственный деятель, министр иностранных дел Сенегала (1998—2000)[43].
- Брэхем, Рэндольф (95) — американский историк и политолог[44].
- Каневский, Виктор Израилевич (82) — советский футболист и тренер, чемпион СССР (1961) и обладатель Кубка СССР (1964) в составе киевского «Динамо»[45].
- Кац, Глория (76) — американский сценарист и продюсер[46].
- Квятковский, Лукаш (36) — польский велогонщик, двукратный чемпион Европы (2002, 2005)[47].
- Ковеленов, Юрий Петрович (79) — советский и российский журналист, диктор Центрального телевидения СССР[48].
- Кьяри, Абба (80) — нигерийский государственный деятель, губернатор штата Кадуна (1967—1974)[49].
- Лодениус, Петер (76) — финский журналист[50].
- Миняйло, Виктор Александрович (99) — советский и украинский писатель[51].
- Ноллс, Вилли (84) — американский профессиональный баскетболист[52].
- Пробст, Ева (88) — немецкая актриса[53].
- Сегизбаев, Есим Жукеевич (81) — казахстанский актёр, профессор Казахской национальной Академии искусств[54].
- Семихатов, Михаил Александрович (86) — советский и российский геолог, академик РАН (1994), брат Николая Семихатова[55][56].
- Синько, Анатолий Максимович (68) — советский футболист, выступавший за клуб «Терек» (Грозный) (1969—1985)[57].
- Хубов, Никита Георгиевич (82) — советский и российский кинорежиссёр, сценарист, продюсер и оператор, заслуженный деятель искусств Российской Федерации (2000)[58].

### 24 ноября

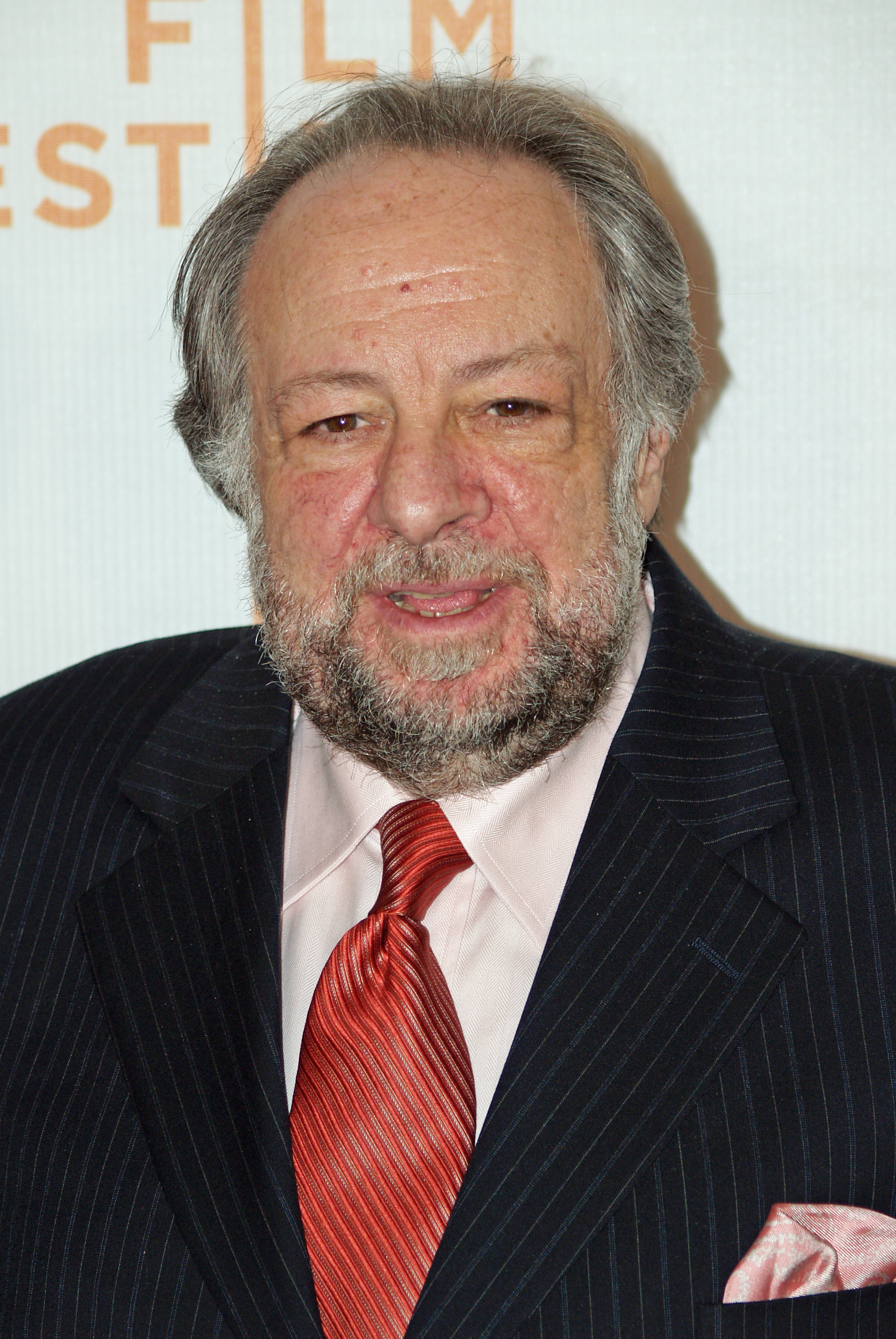
Рики Джей

- Гунба, Саида Каносовна (59) — советская легкоатлетка (метание копья), серебряный призёр Олимпийских игр 1980 года в Москве[59].
- Дефиагбон, Дэвид (48) — профессиональный нигерийский и канадский боксёр, серебряный призёр летних Олимпийских игр в Атланте (1996)[60].
- Джей, Рики (70) — американский актёр и иллюзионист[61].
- Копейка, Александр Константинович (71) — российский радиожурналист и политический деятель, народный депутат России (1990—1993)[62].
- Масанова, Наталья Петровна (65) — российский хоровой дирижёр, главный хормейстер Театра оперы и балета Республики Коми (с 1982), заслуженная артистка Российской Федерации[63].
- Ружичкова, Вера (90) — чехословацкая гимнастка, чемпионка летних Олимпийских игр в Лондоне (1948) по спортивной гимнастике[64].
- Трошев, Виктор Васильевич (93) — советский и российский фотожурналист, заслуженный работник культуры РСФСР (1985)[65].
- Ульянова, Идея Фоминична (93) — советская железнодорожница, Герой Социалистического Труда (1974) (о смерти объявлено в этот день)[66].
- Фарберман, Гарольд (89) — американский дирижёр и композитор[67].
- Шаликашвили, Амиран (79) — советский и грузинский актёр, основатель Тбилисского государственного театра пантомимы[68].
- Янссон, Руне (86) — шведский борец греко-римского стиля, бронзовый призёр летних Олимпийских игр в Мельбурне (1956)[69].
- Носань, Вячеслав Константинович (74) — советский и российский эстрадный и оперный певец.

### 23 ноября

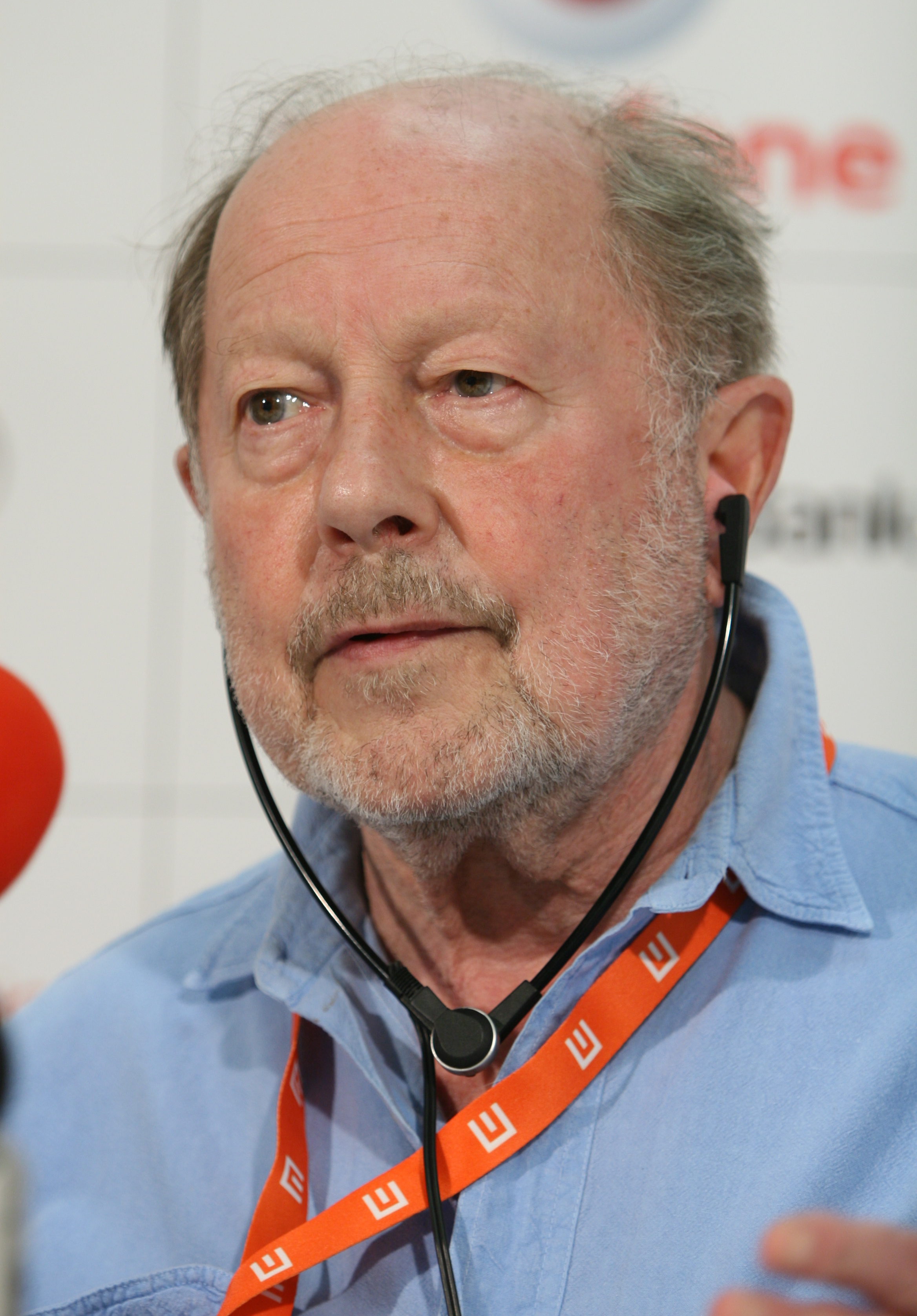
Николас Роуг

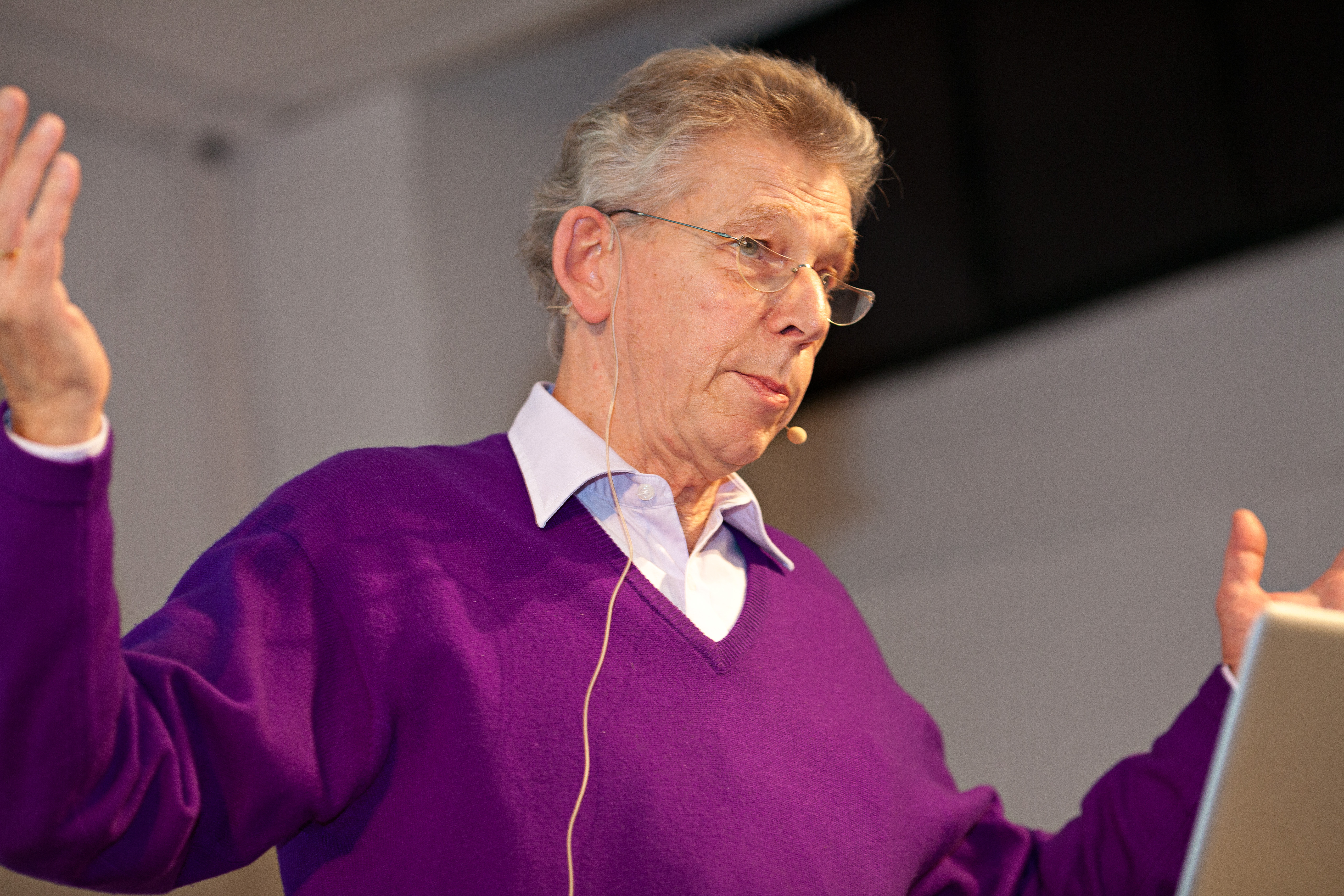
Герард Унгер

- Вишневская, Инна Люциановна (93) — советский и российский театральный критик, заслуженный деятель искусств РСФСР (1981)[70].
- Квач, Мирослав (87) — словацкий тренер по лёгкой атлетике[71].
- Макгоу, Мик (62) — канадский хоккейный рефери[72].
- Перрон, Стэн (96) — австралийский бизнесмен[73].
- Роуг, Николас (90) — британский кинорежиссёр[74].
- Тай, Джордж (86) — филиппинский банкир, основатель Metrobank (о смерти объявлено в этот день)[75].
- Унгер, Герард (76) — нидерландский типограф и графический дизайнер[76].
- Фаткуллин, Фанис Мансурович (57) — российский журналист[77].
- Федотов, Аркадий Яковлевич (88) — советский и российский поэт, автор слов марша «Прощание славянки»[78].
- Хэлмэджану, Бужор (77) — румынский футболист («Стяуа», национальная сборная), чемпион Румынии (1967/68), участник летних Олимпийских игр в Токио (1964)[79].

### 22 ноября

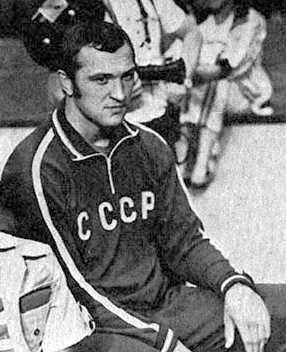
Сослан Андиев

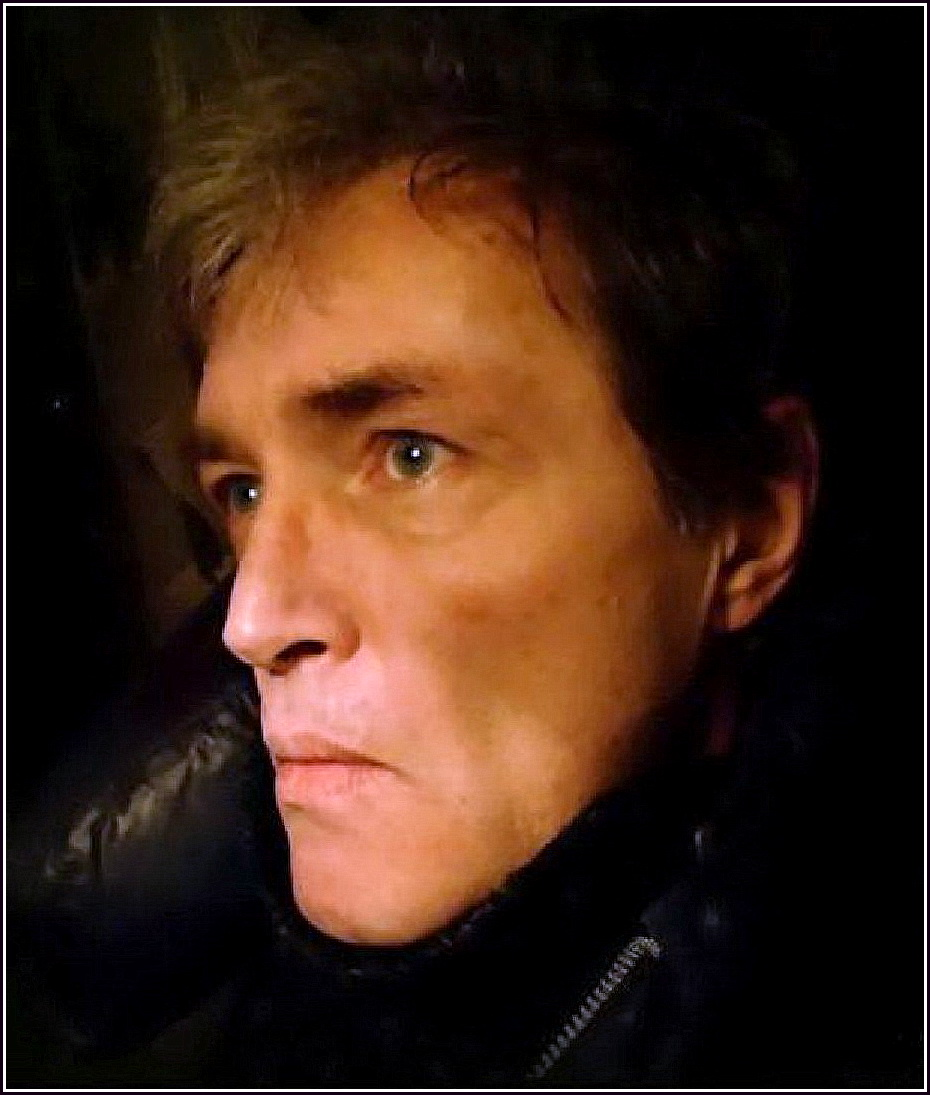
Алексей Рудой

- Андиев, Сослан Петрович (66) — советский борец вольного стиля, двукратный олимпийский чемпион: в Монреале (1976) и в Москве (1980), заслуженный мастер спорта СССР (1973)[80].
- Байпаков, Карл Молдахметович (78) — советский и казахстанский археолог и историк, академик Национальной академии наук Казахстана[81].
- Рудой, Алексей Николаевич (66) — советский и российский геоморфолог, гляциолог, географ, основоположник нового направления научных исследований — четвертичной гляциогидрологии[82].
- Фишер, Анджей (66) — польский футболист, бронзовый призёр чемпионата мира по футболу в ФРГ (1974)[83].
- Шовкун, Виктор Иосифович (78) — советский и украинский писатель-переводчик[84].

### 21 ноября

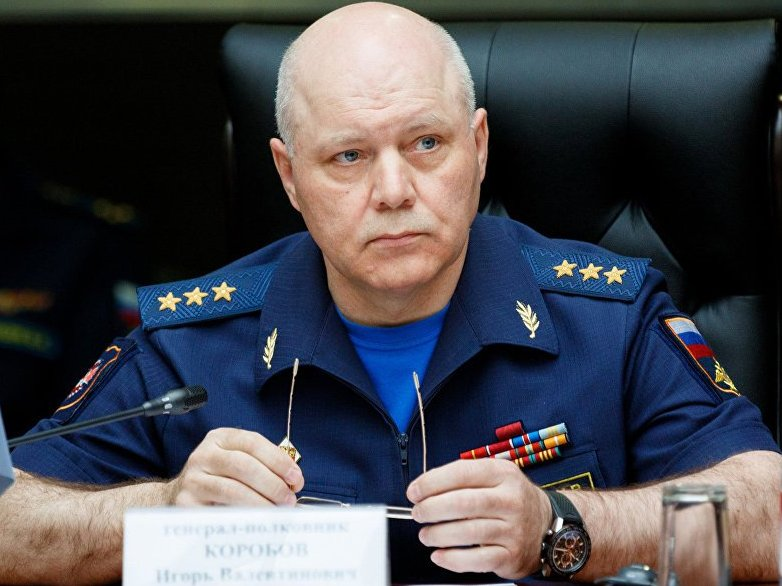
Игорь Коробов

- Демидова, Екатерина Яковлевна (78) — ткачиха Ленинградской прядильно-ткацкой фабрики «Рабочий», Герой Социалистического Труда (1973)[85].
- Дюмаев, Кирилл Михайлович (87) — советский и российский химик, член-корреспондент РАН (1991; член-корреспондент АН СССР с 1987)[86].
- Ерошок, Зоя Валентиновна (64) — советская и российская журналистка, корреспондент и сооснователь «Новой газеты»[87].
- Касимов, Салават Фитратович (83) — советский и российский историк, доктор исторических наук, профессор[88].
- Кильгянкин, Александр Иванович (67) — российский военный деятель, военный комиссар Пензенской области (2000—2007), генерал-майор[89].
- Коб-Бейлер, Анджелика (47) — музыкальный и телевизионный продюсер; руководитель отделов в Columbia Records, EMI и Epic Records[90].
- Лима, Девин (41) — американский певец, участник бойз-бэнда LFO[91].
- Коробов, Игорь Валентинович (62) — российский военачальник, начальник Главного (разведывательного) управления Генерального штаба Вооружённых сил РФ (с 2016 года), Герой Российской Федерации (2017), генерал-полковник (2017)[92].
- Михайлов, Максим Игоревич (56) — российский оперный певец, солист Большого театра, народный артист Чувашской Республики (1999), внук Максима Михайлова[93].
- Рыбарский, Ян (77) — польский хоровой дирижёр, руководитель Марианского хора (Краков)[94].
- Хасханов, Герман Вахидович (62) — российский государственный деятель, первый заместитель исполнительного директора НОСТРОЙ[95].

### 20 ноября

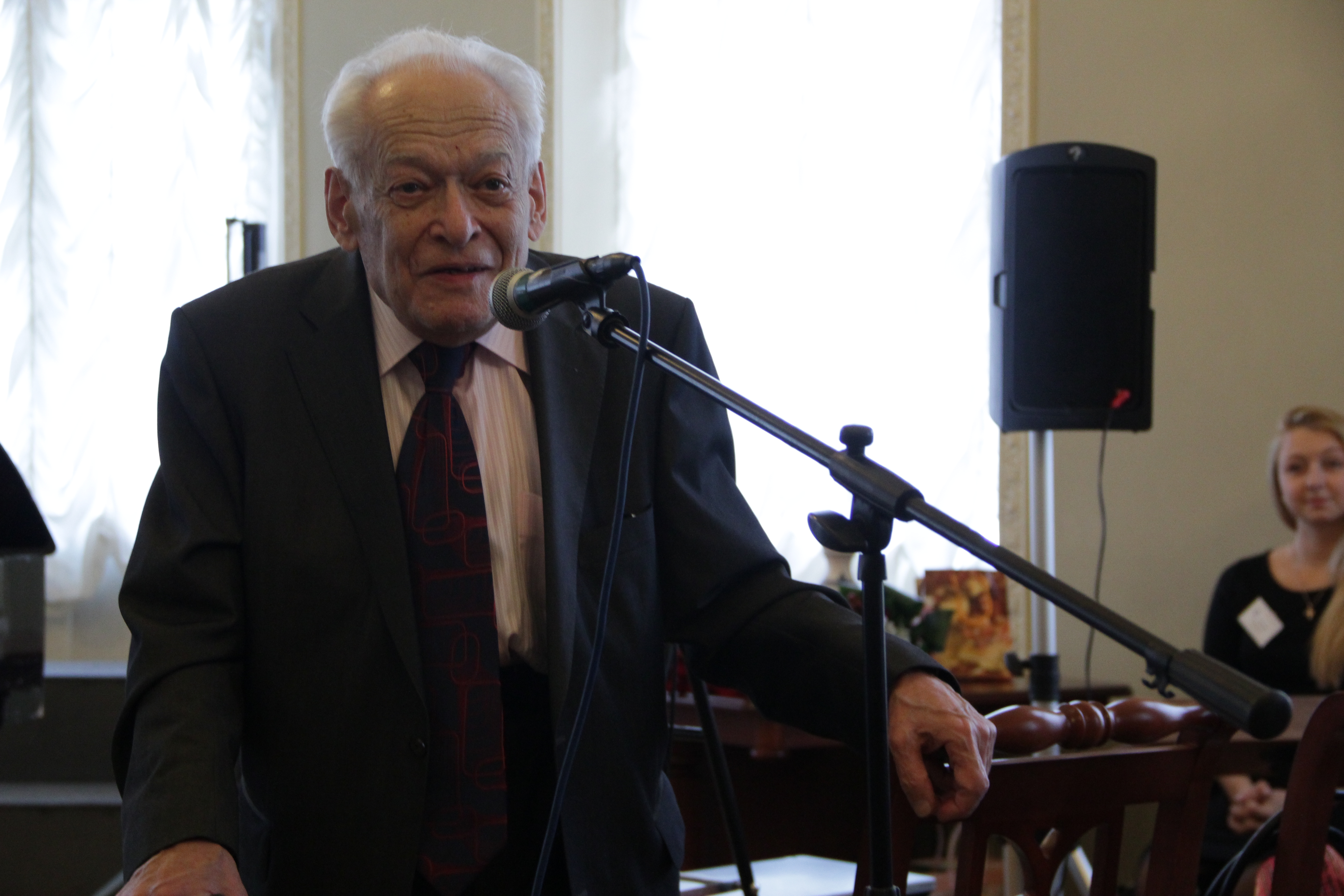
Марк Ариарский

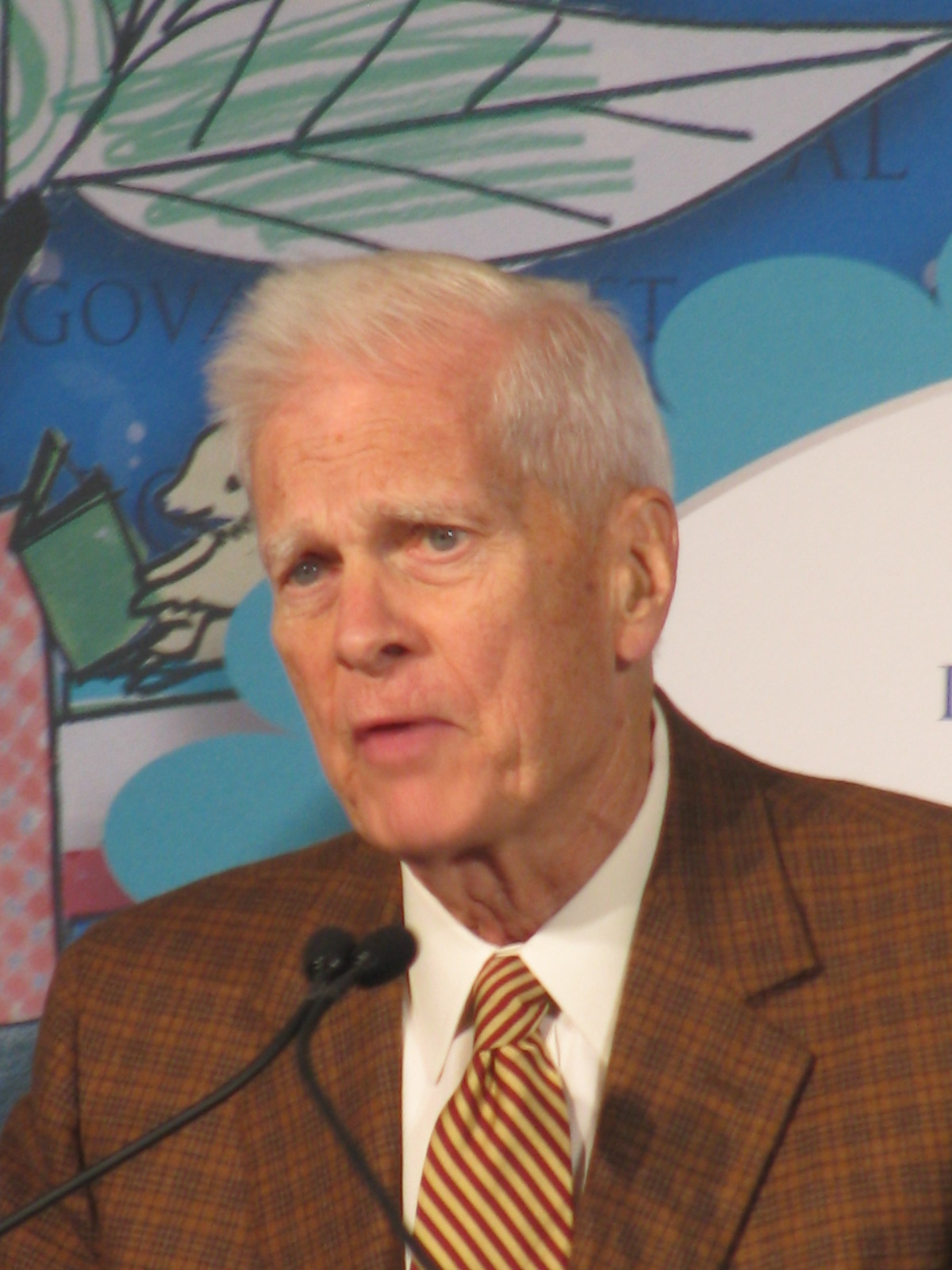
Джеймс Биллингтон

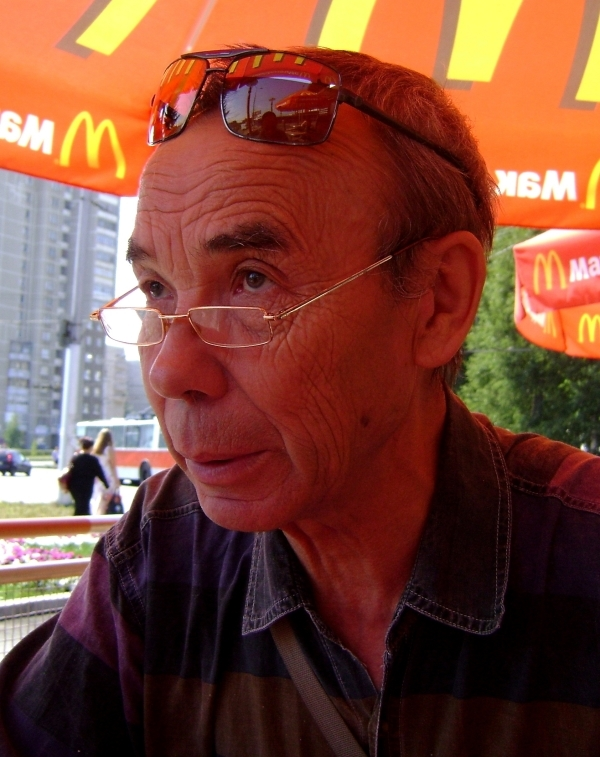
Иосиф Дмитриев

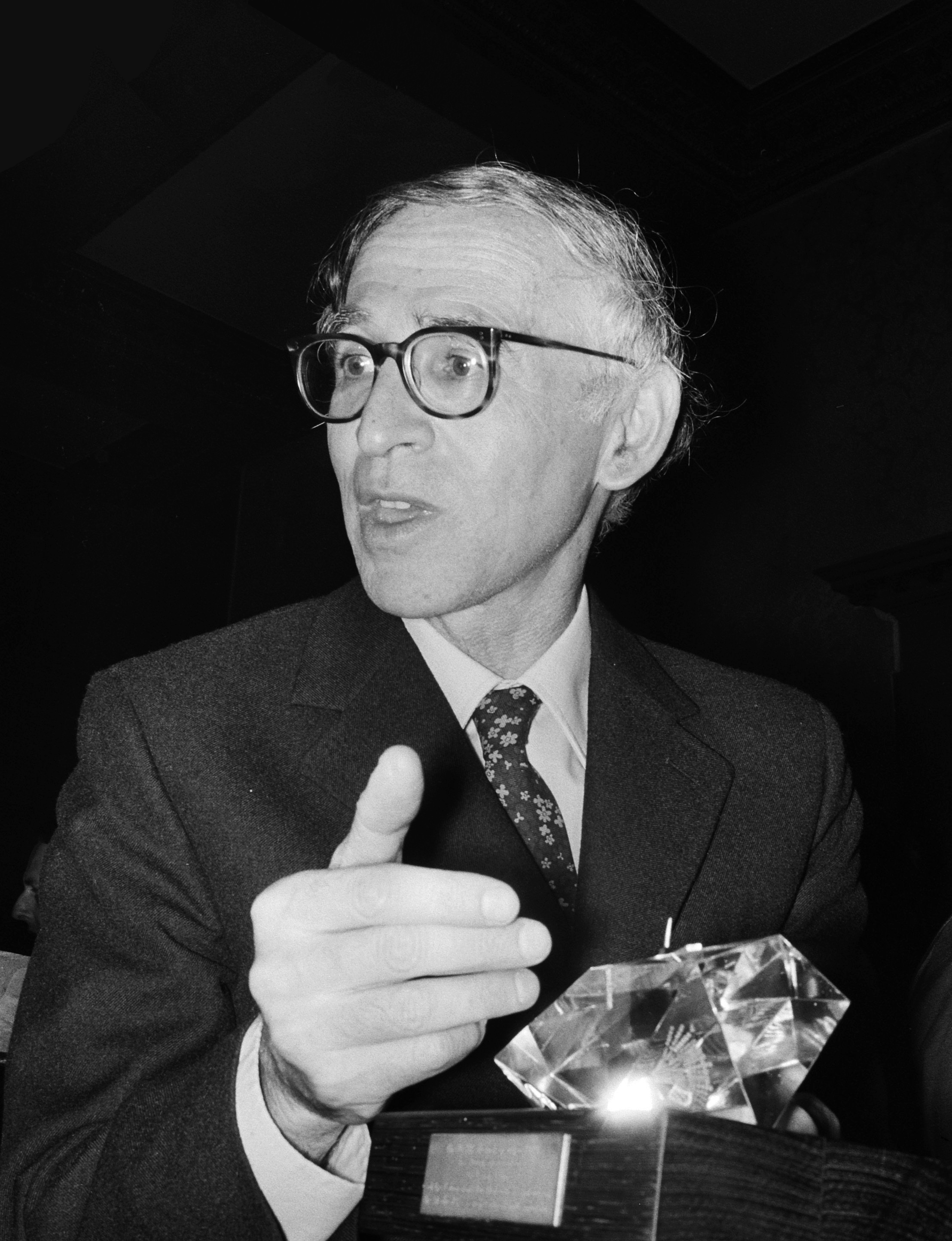
Аарон Клуг

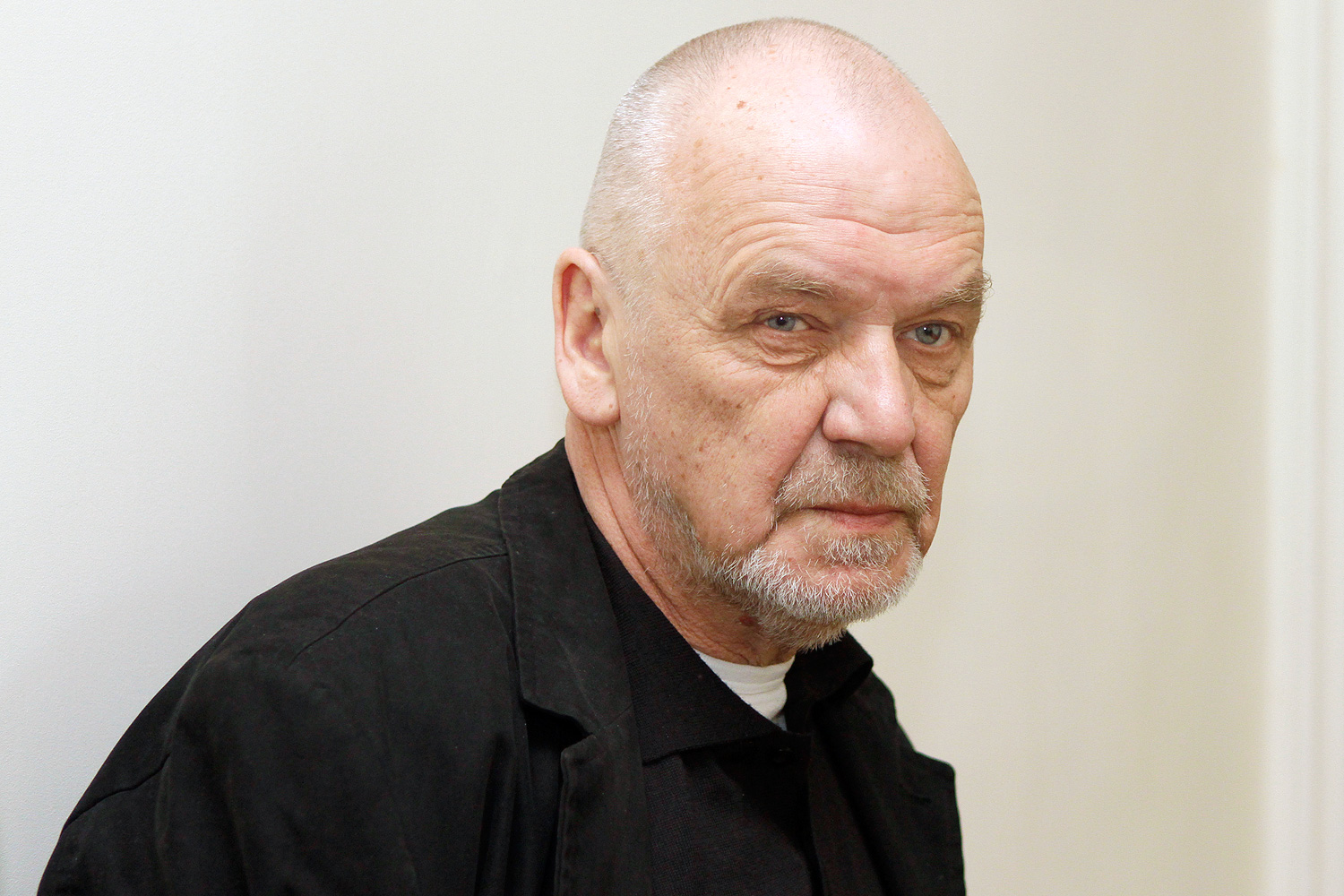
Эймунтас Някрошюс

- Андраде, Левин (64) — британский альтист и скрипач, один из основателей и участник квартета Ардитти, лауреат (в составе квартета) Премии Эрнста фон Сименса (1999)[96].
- Ариарский, Марк Ариевич (90) — советский и российский культуролог, педагог, член-корреспондент РАО (2008)[97].
- Бейли, Рой (83) — американский певец и музыкант[98].
- Биллингтон, Джеймс Хедли (89) — американский историк, директор библиотеки Конгресса США (1987—2015), иностранный член РАН (1999)[99].
- Дмитриев, Иосиф Александрович (71) — советский и российский театральный деятель, главный режиссёр Чувашского театра юного зрителя[100].
- Клуг, Аарон (92) — британский химик и биофизик, лауреат Нобелевской премии по химии (1982)[101].
- Константинеску, Михня (57) — румынский дипломат и общественный деятель, президент Международного альянса памяти жертв Холокоста (IHRA)[102].
- Някрошюс, Эймунтас (65) — советский и литовский театральный режиссёр[103].
- Павлов, Александр Сергеевич (98) — советский и российский радиолог-онколог, академик АМН СССР—РАМН (1971—2013), академик РАН (2013)[104].
- Раубайте, Бируте (91) — советская литовская актриса театра и кино, заслуженная артистка Литовской ССР[105].
- Руделёв, Владимир Георгиевич (86) — советский и российский лингвист и переводчик, доктор филологических наук[106].
- Солохин, Валентин Фёдорович (85) — советский и российский организатор строительного производства, заслуженный строитель РФ (2004)[107].
- Эрель, Шломо (98) — израильский военный деятель, командующий Военно-морскими силами Израиля (1966—1968)[108].
- Янбухтина, Альмира Гайнулловна (80) — советский и российский искусствовед, доктор искусствоведения, заслуженный деятель искусств Республики Башкортостан[109].
- Яхонтов, Евгений Рафаилович (80) — советский и российский баскетбольный тренер, заслуженный тренер Российской Федерации[110][111].

### 19 ноября

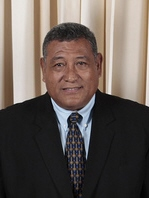
Аписаи Иелемиа

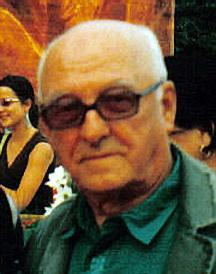
Витольд Собоциньский

- Бланшар, Доминик (91) — французская актриса театра и кино, дочь Пьера Бланшара[112].
- Блинов, Евгений Григорьевич (93) — советский и российский балалаечник, народный артист РСФСР (1984)[113].
- Иелемиа, Аписаи (63) — государственный деятель Тувалу, премьер-министр Тувалу (2006—2010)[114].
- Клешко, Алексей Михайлович (48) — российский журналист, теле- и радиоведущий, политический и общественный деятель[115].
- Корунец, Илько Вакулович (96) — советский и украинский филолог, профессор[116].
- Ноубл, Майк (88) — британский комик[117].
- Родригес Араке, Али (81) — венесуэльский дипломат и государственный деятель, министр иностранных дел Венесуэлы (2004—2006)[118].
- Садловский, Юрий Иванович (48) — украинский поэт, литературовед и переводчик[119].
- Собоциньский, Витольд (89) — польский кинооператор[120].
- Темнов, Павел Николаевич (66) — советский и российский ученый и спортсмен, мастер спорта СССР[121]

### 18 ноября

Павел Гуревич

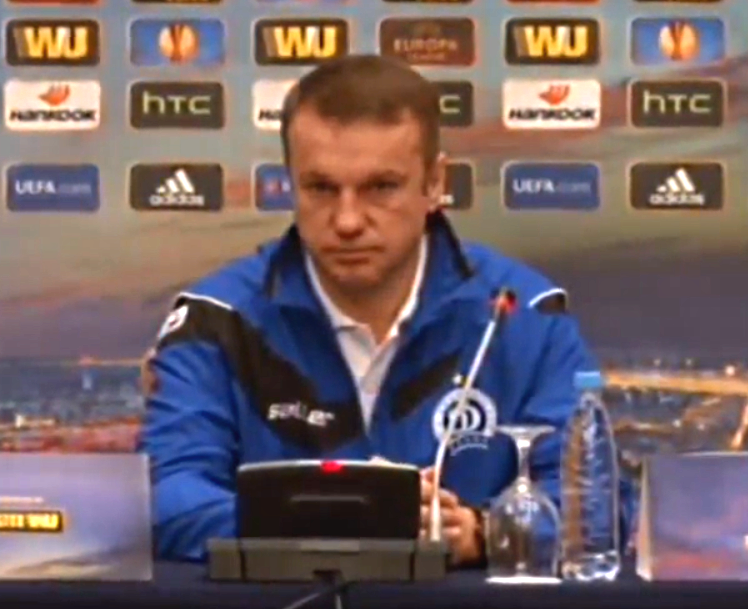
Владимир Журавель

- Бельтран Лейва, Эктор (53) — мексиканский наркобарон, основатель и лидер наркокартеля «Бельтран Лейва»[122].
- Боккарду, Валдир (82) — бразильский баскетболист, бронзовый призёр летних Олимпийских игр в Риме (1960), чемпион мира (1959)[123].
- Гуревич, Павел Семёнович (85) — советский и российский философ, доктор философских наук, доктор филологических наук[124].
- Елизаров, Анатолий Николаевич (81) — советский и российский художник, заслуженный художник Российской Федерации (2009)[125].
- Журавель, Владимир Иванович (47) — белорусский футболист и тренер[126].
- Столлер, Дженни (72) — британская актриса[127].
- Эйлер, Этель (88) — американская актриса и певица[128].

### 17 ноября

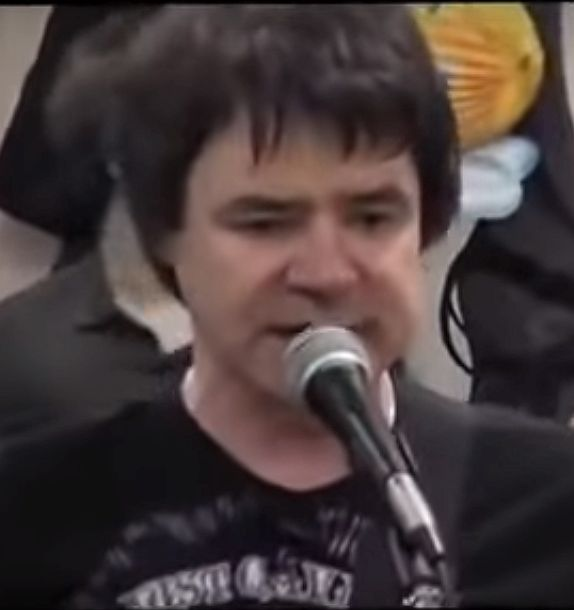
Евгений Осин

Борис Полоскин

- Осин, Евгений Викторович (54) — российский эстрадный певец и композитор[129].
- Петриненко, Диана Игнатьевна (88) — советская и украинская камерная певица, народная артистка СССР (1975), мать Тараса Петриненко[130].
- Полоскин, Борис Павлович (86) — советский и российский бард[131].
- Смирнов-Несвицкий, Юрий Александрович (86) — советский и российский театральный режиссёр, основатель и художественный руководитель театра «Суббота» (Санкт-Петербург) (с 1969)[132].
- Тюрель, Метин (81) — турецкий футболист и тренер[133].
- Фальц-Фейн, Эдуард фон (106) — лихтенштейнский общественный деятель и меценат[134].
- Чэн Кайцзя (100) — китайский ядерный физик, академик Китайской академии наук[135].

### 16 ноября

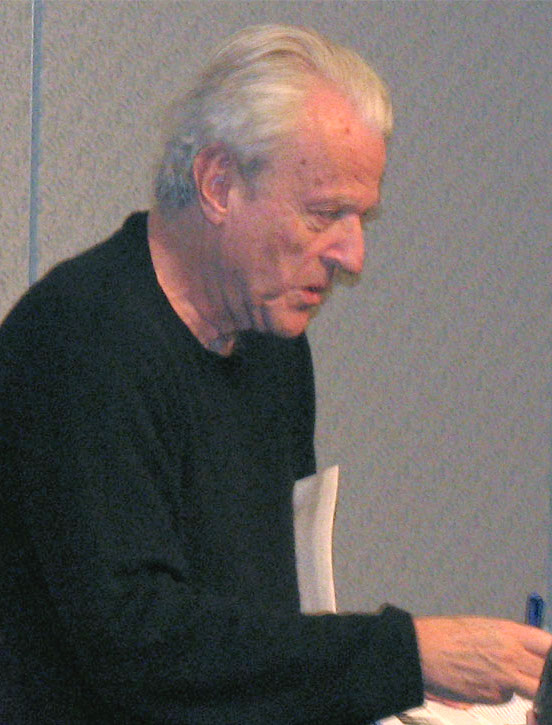
Уильям Голдман

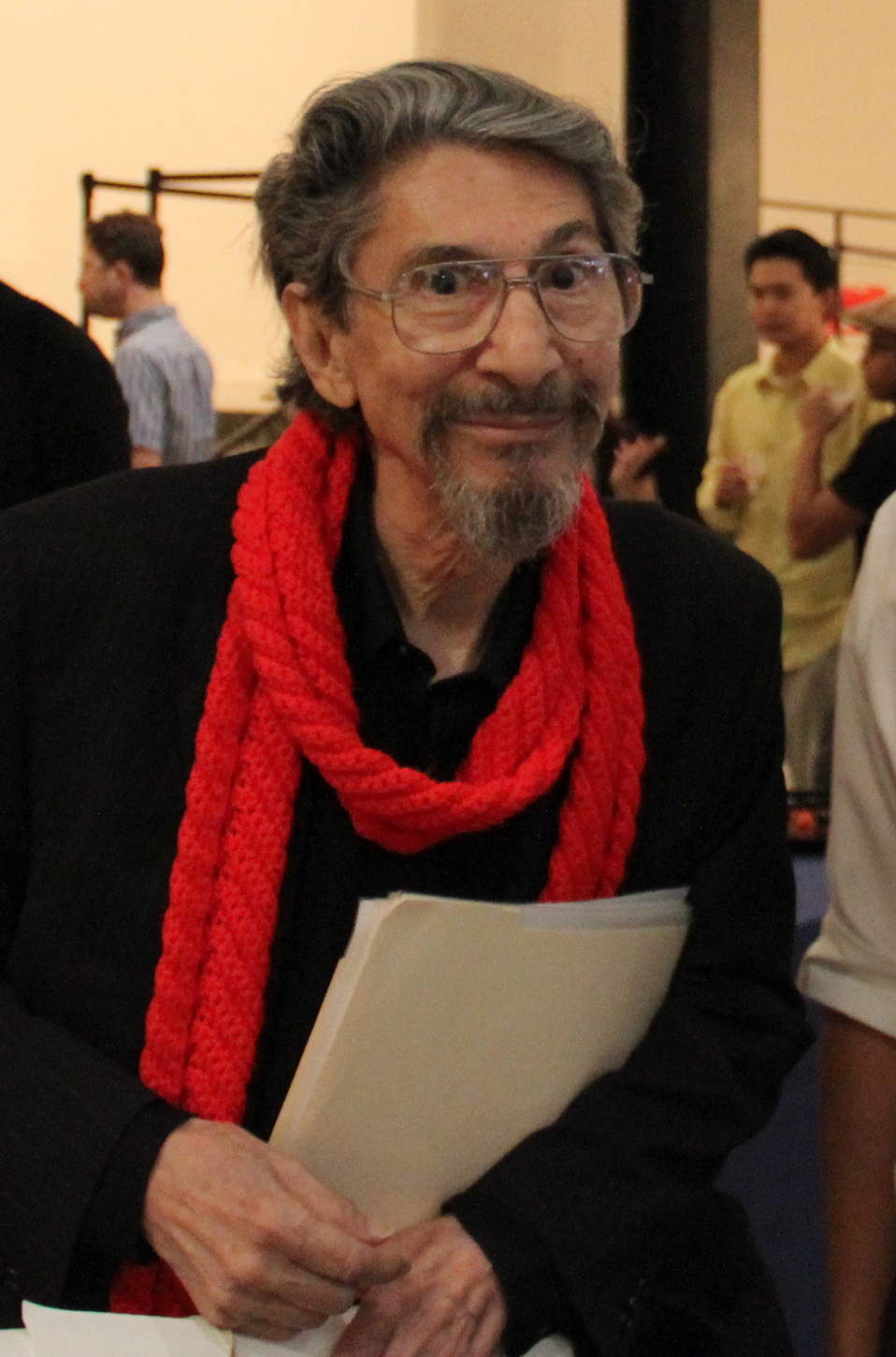
Пабло Ферро

- Голдман, Уильям (87) — американский писатель, драматург и сценарист, лауреат премии «Оскар» (1970, 1977)[136].
- Жигалин, Андрей Владимирович (49) — российский поэт[137].
- Кальво Серральер, Франсиско (70) — испанский историк искусства, академик Королевской академии изящных искусств Сан-Фернандо[138].
- Лапина, Зинаида Григорьевна (83) — советский и российский востоковед-синолог, доктор исторических наук, заслуженный профессор МГУ[139].
- Нильсен, Флемминг (84) — датский футболист, серебряный призёр летних Олимпийских игр в Риме (1960)[140].
- Рош, Рене (89) — французский спортивный функционер, президент Международной федерации фехтования (1992—2008)[141].
- Скорзински, Зигмунд (95) — польский социолог и общественный деятель[142].
- Ферро, Пабло (83) — американский художник-дизайнер и кинохудожник[143].
- Шлее, Алдир Гарсиа (83) — бразильский писатель и дизайнер[144].
- Рошак, Цецилия (110) — старейшая в мире монахиня, спасавшая евреев от нацистов, Праведница народов мира (1989)[145].

### 15 ноября

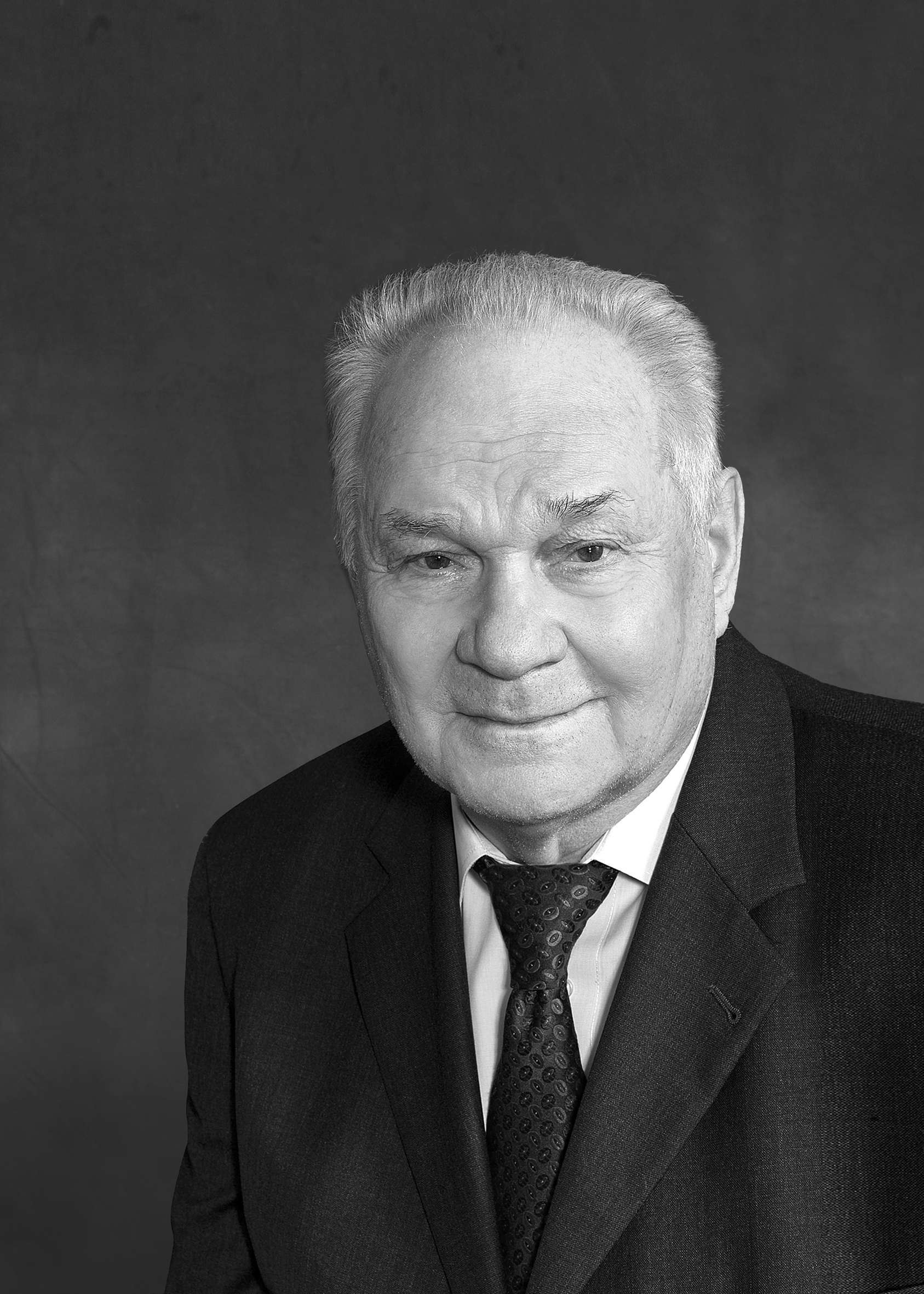
Станислав Емельянов

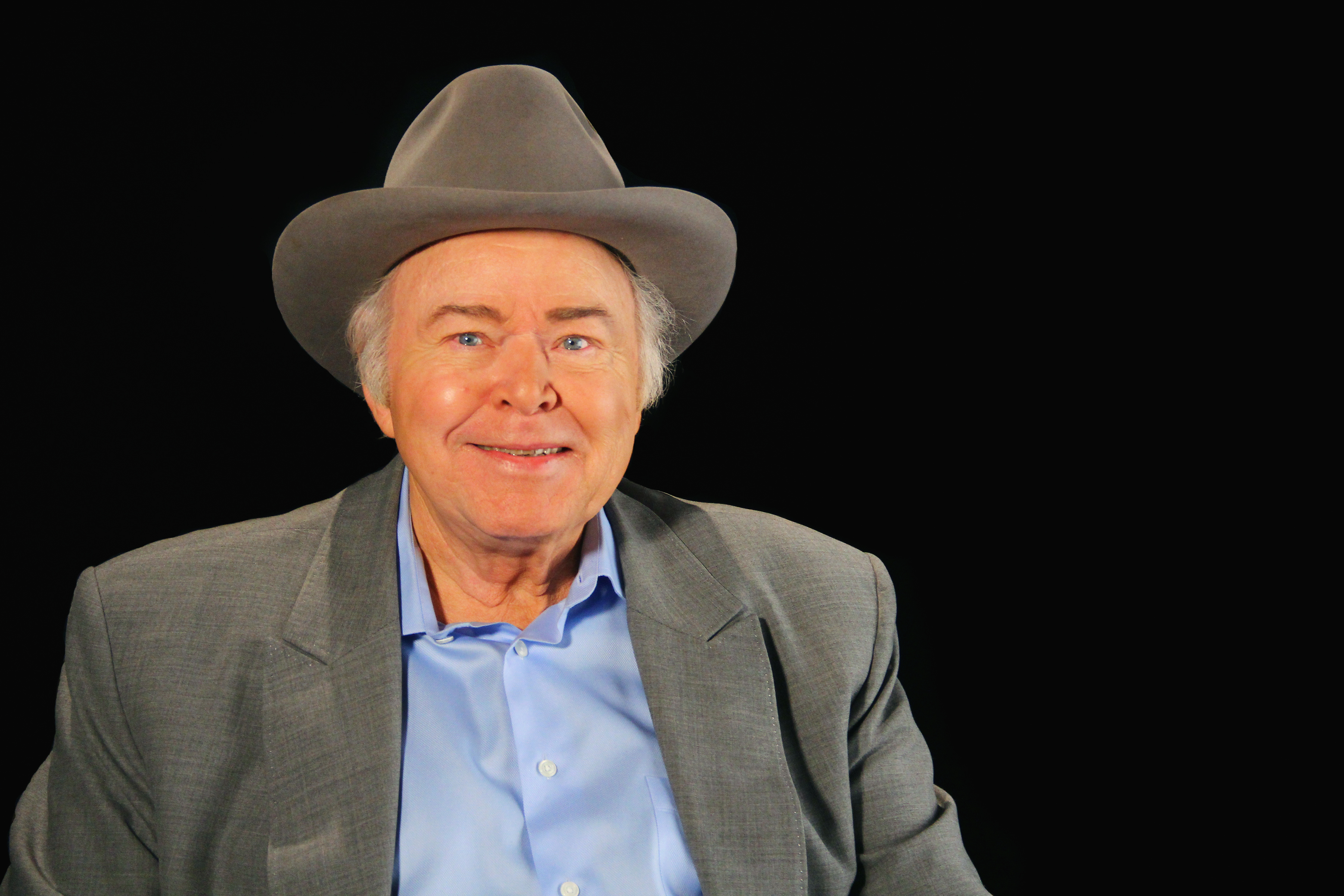
Рой Кларк

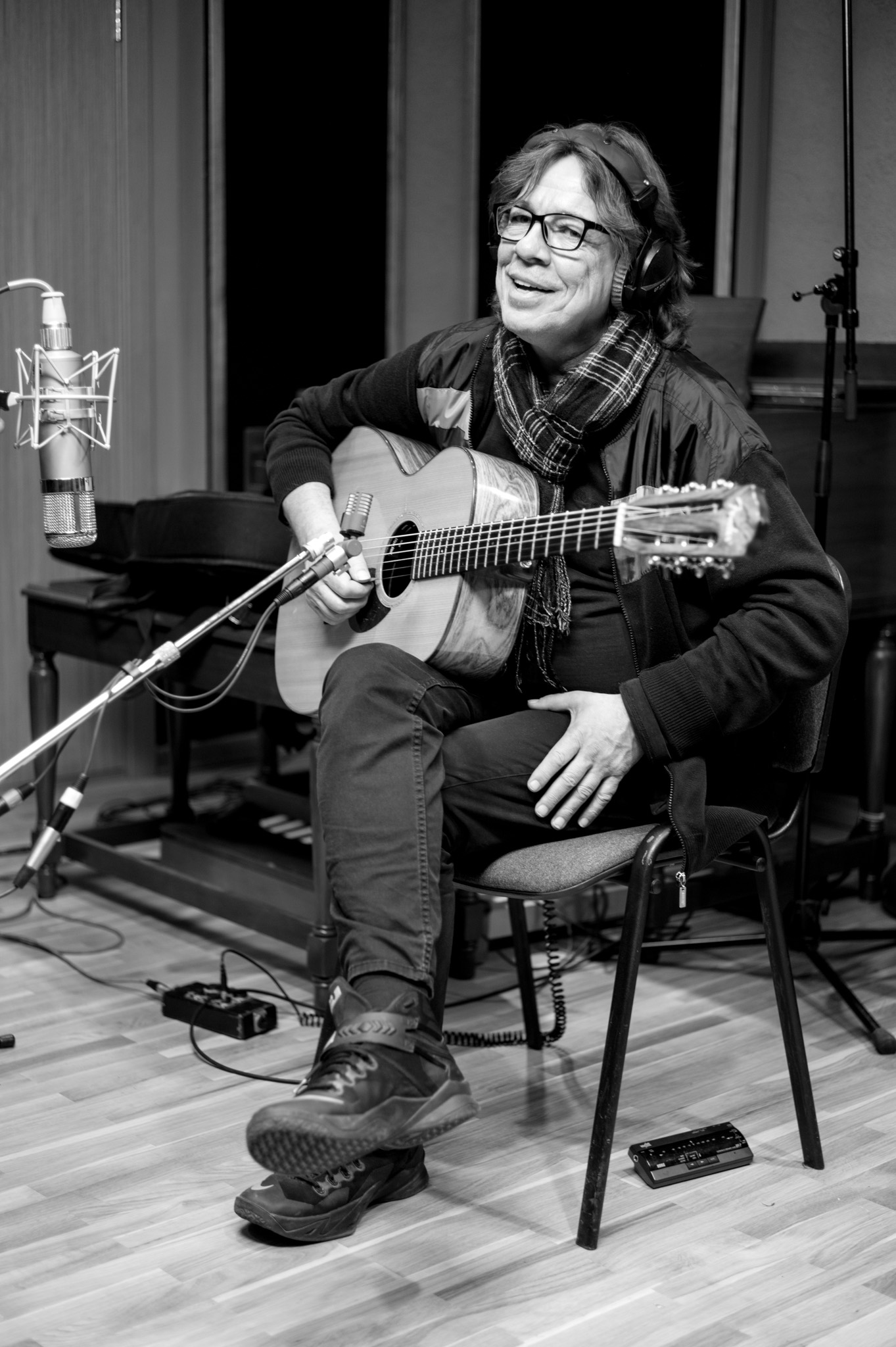
Иван Смирнов

- Ананьина, Юлия Васильевна (72) — советский и российский микробиолог и эпидемиолог, член-корреспондент РАМН (2007—2014), член-корреспондент РАН (2014)[146].
- Блузал, Джон (89) — австралийский актёр[147].
- Грюнбаум, Адольф (90) — американский философ науки, критик психоанализа. Член Американской академии искусств и наук[148].
- Емельянов, Станислав Васильевич (89) — советский и российский учёный в области автоматического управления, академик РАН (1991; академик АН СССР с 1984)[149].
- Кларк, Рой (85) — американский кантри-музыкант и певец[150].
- Медведев, Жорес Александрович (93) — советский диссидент, биолог и писатель, брат Роя Медведева[151].
- Портер, Ким (47) — американская актриса и модель[152].
- Смирнов, Иван Николаевич (63) — российский композитор, электроакустический гитарист, исполнявший музыку в жанре этно-фьюжн[153].
- Хайретдинова, Рауза Кутдусовна (90) — советская и российская татарская актриса, выступавшая на сцене Татарского академического театра им. Г. Камала (c 1948 года), заслуженная артистка РСФСР (1979), народная артистка Татарской АССР (1970)[154].

### 14 ноября

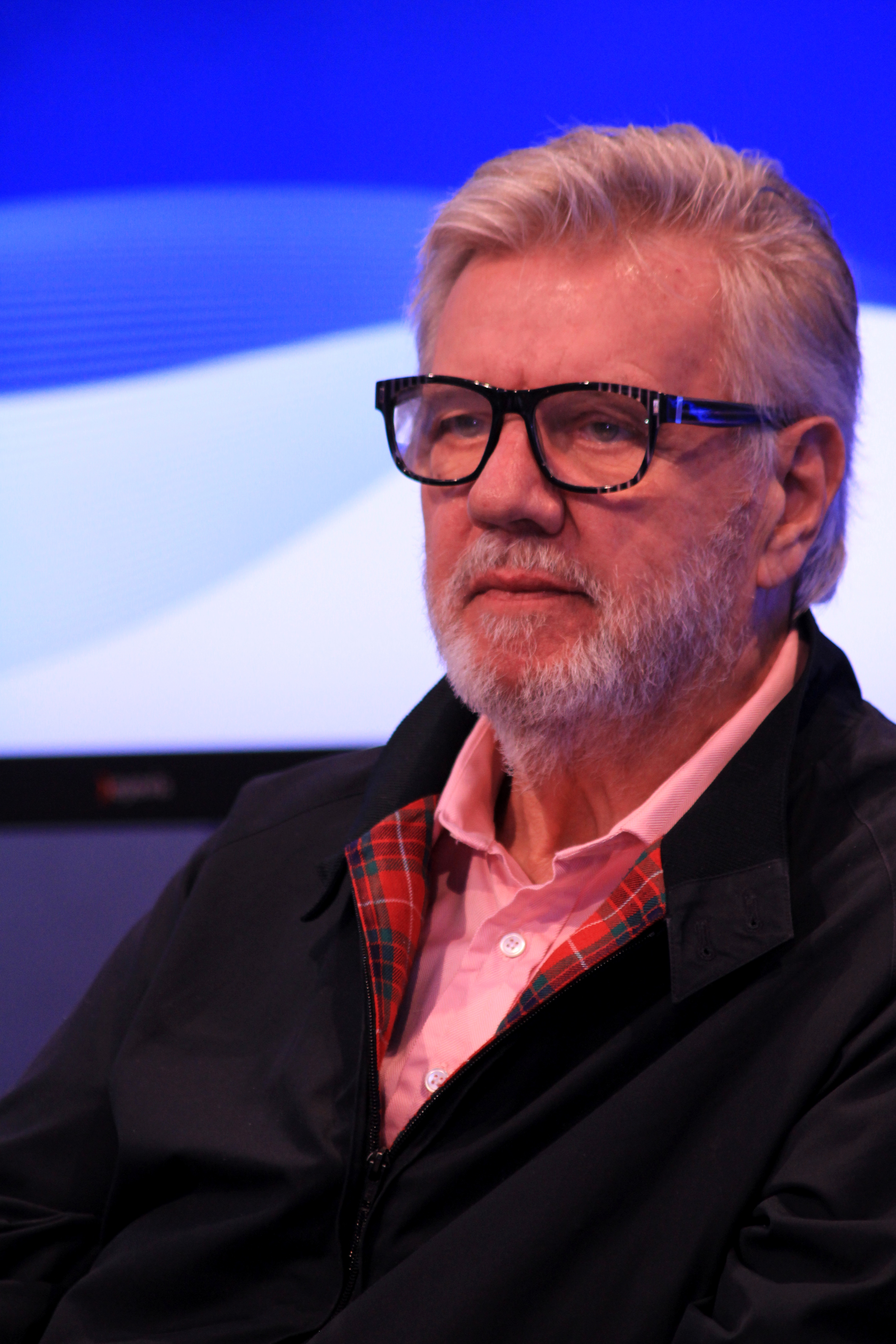
Мортен Грюнвальд

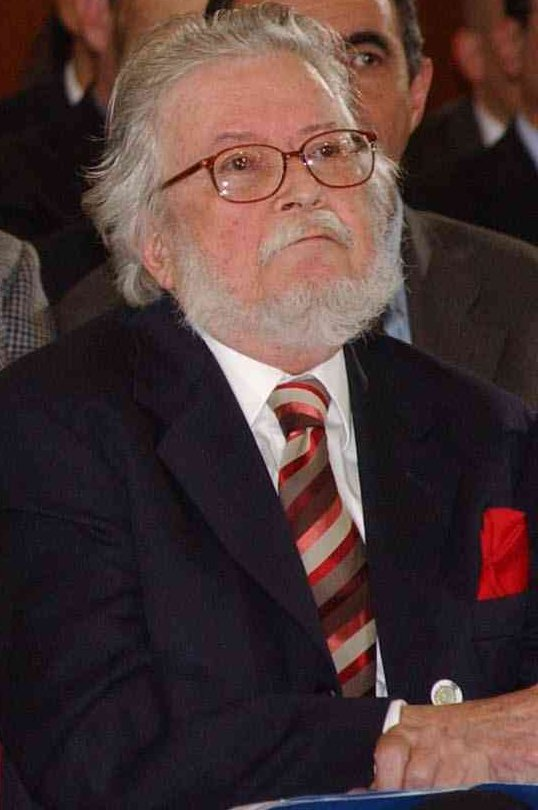
Фернандо дель Пасо

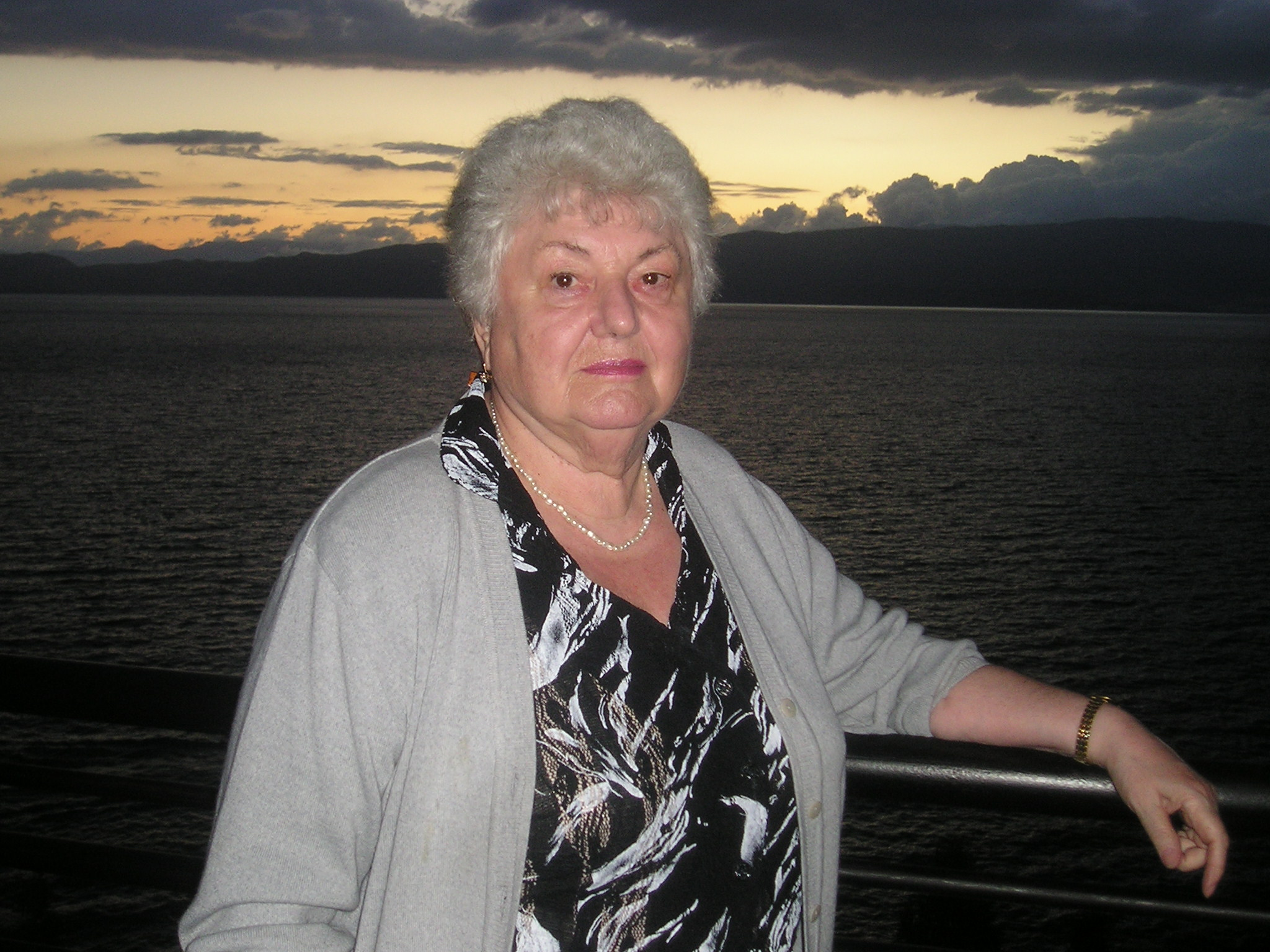
Рина Усикова

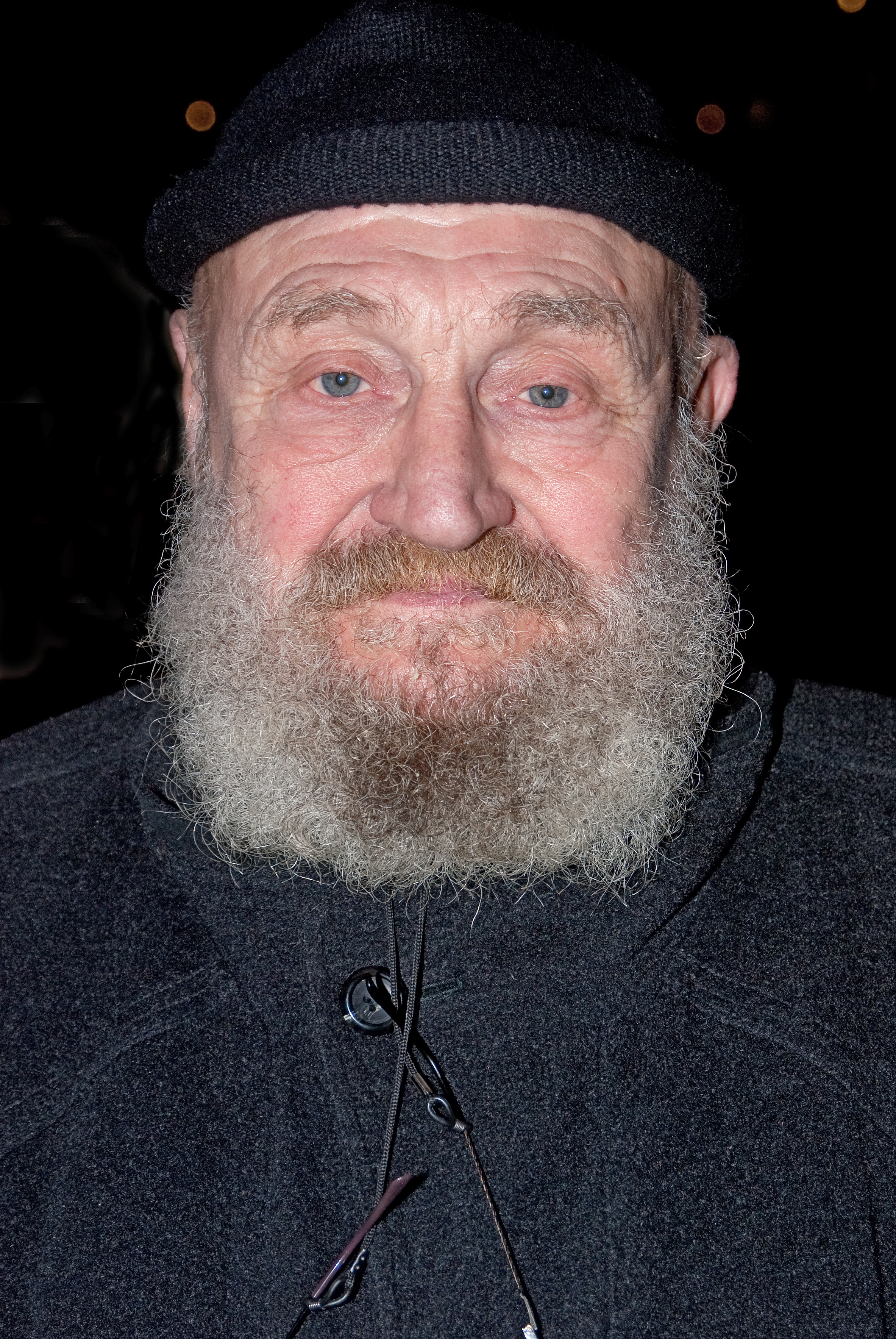
Рольф Хоппе

- Грюнвальд, Мортен (83) — датский актёр и театральный режиссёр[155].
- Коссак, Ольга Святославовна (Ева Гата) (60) — украинская писательница и художница[156].
- Локтев, Вячеслав Иванович (84) — советский и российский архитектор, историк и теоретик архитектуры, доктор архитектуры (1979), почётный член РААСН, заслуженный архитектор России[157] Архивная копия от 19 ноября 2018 на Wayback Machine.
- Молина Симон, Франсиско (88) — чилийский футболист, нападающий[158].
- Пасо, Фернандо дель (83) — мексиканский писатель и художник, дипломат[159].
- Пушкарь, Андрей Анатольевич (33) — украинский спортсмен, многократный чемпион мира и Европы по армрестлингу; ДТП[160].
- Райт, Дуглас (62) — новозеландский танцовщик и хореограф современного танца[161].
- Сайяма, Масахиро (64) — японский джазовый музыкант и композитор[162].
- Стокдейл, Тим (54) — британский спортсмен-конник, участник Летних Олимпийских игр в Пекине[163].
- Терновских, Игорь Иванович — казахстанский тренер по теннису, заслуженный тренер Республики Казахстан[164].
- Тизул, Юрий Владимирович (58) — молдавский тренер по гребле на байдарках и каноэ, мастер спорта СССР[165].
- Усикова, Рина Павловна (85) — советский и российский лингвист, доктор филологических наук (2005), профессор МГУ (2008)[166].
- Хоппе, Рольф (87) — немецкий актёр[167].
- Юртайкин, Сергей Прокофьевич (91) — советский и российский актёр театра и кино, артист Московского государственного театра киноактёра (1953—1990)[168].

### 13 ноября
- Балаян, Валерий Ашимович (63) — советский и российский тренер по греко-римской борьбе, заслуженный тренер России (2005)[169].
- Гатика, Лучо (90) — чилийский певец[170].
- Головченко, Джин (72) — американский физик[171].
- Жандо, Марчелла (90) — итальянская легкоатлетка (спринтерский бег), участница Летних Олимпийских игр в Лондоне 1948 года[172].
- Катаяма, Хироаки (67) — японский джазовый музыкант[173].
- Макгрегор, Скотти (93) — американская актриса[174].
- Силис, Николай Андреевич (90) — советский и российский художник и скульптор-монументалист, заслуженный художник Российской Федерации[175].
- Юман, Анатолий Фёдорович (Анатолий Ермилов) (86) — советский и российский чувашский поэт, заслуженный работник культуры Российской Федерации (1993)[176].

### 12 ноября

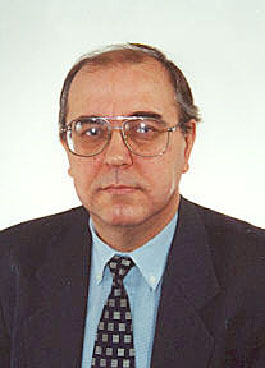
Александр Захлевных

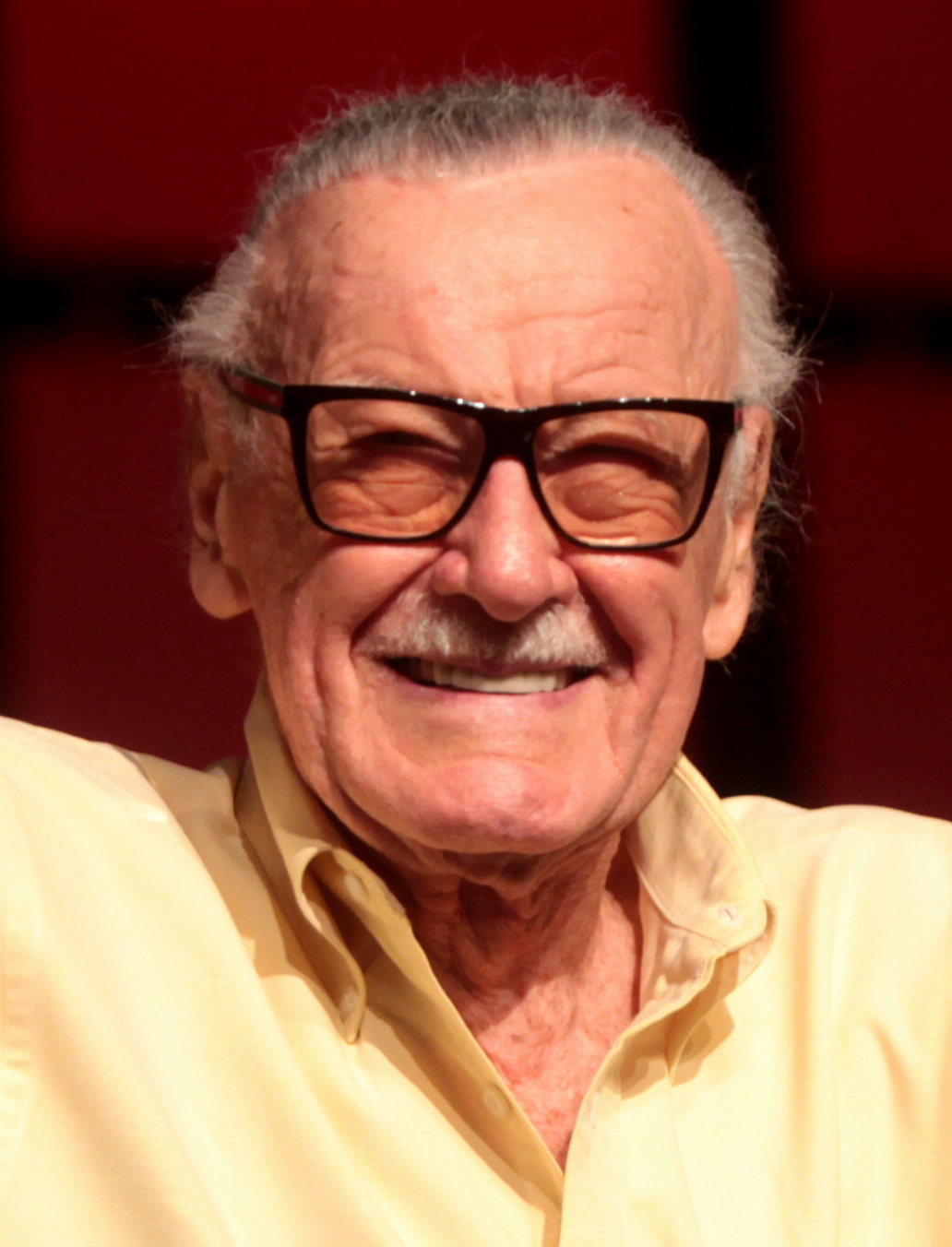
Стэн Ли

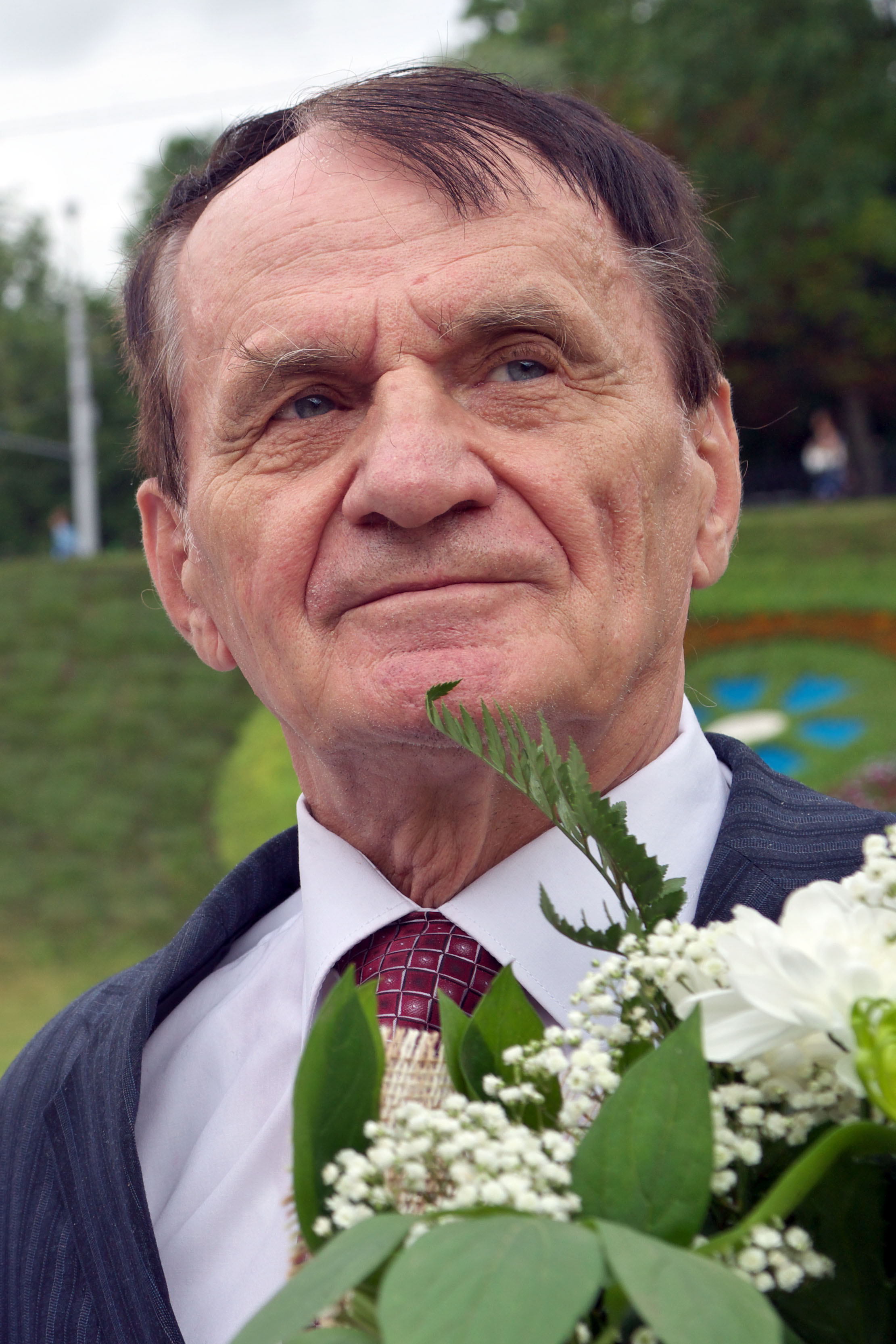
Игорь Лученок

- Захлевных, Александр Николаевич (63) — российский физик, доктор физико-математических наук, декан физического факультета Пермского государственного национального исследовательского университета (1988—2015)[177].
- Зрелов, Леонид Петрович (74) — советский и российский писатель[178].
- Кумар, Анант (59) — индийский государственный деятель, министр по делам парламента (с 2016 года), министр химической промышленности и удобрений (с 2014 года), министр гражданской авиации (1998—1999)[179].
- Кусова-Чухо, Сулиета Аслановна (67) — российская журналистка и правозащитница, президент кинофестиваля «Кунаки»[180].
- Ли, Стэн (95) — американский создатель комиксов, писатель и экс-президент компании Marvel[181].
- Лученок, Игорь Михайлович (80) — советский и белорусский композитор, народный артист СССР (1987)[182].
- Оленьев, Вячеслав Владимирович (65) — российский государственный деятель, депутат Государственной думы Российской Федерации третьего созыва (1999—2003)[183].
- Паттен, Фред (77) — американский писатель[184].
- Посошков, Игорь Николаевич (86) — советский военачальник, начальник Камышинского высшего военно-строительного командного училища (КВВСКУ) (1979—1988), генерал-майор[185].
- Похьяла, Тойво Топиас (87) — финский государственный деятель, министр сельского и лесного хозяйства Финляндии (1987—1991), сын Тойво Похьяла[186].
- Рожкова, Татьяна Ивановна (?) — советская спортсменка, чемпионка СССР по воднолыжному спорту, фигурному катанию и многоборью, мастер спорта международного класса и тренер[187]..

### 11 ноября

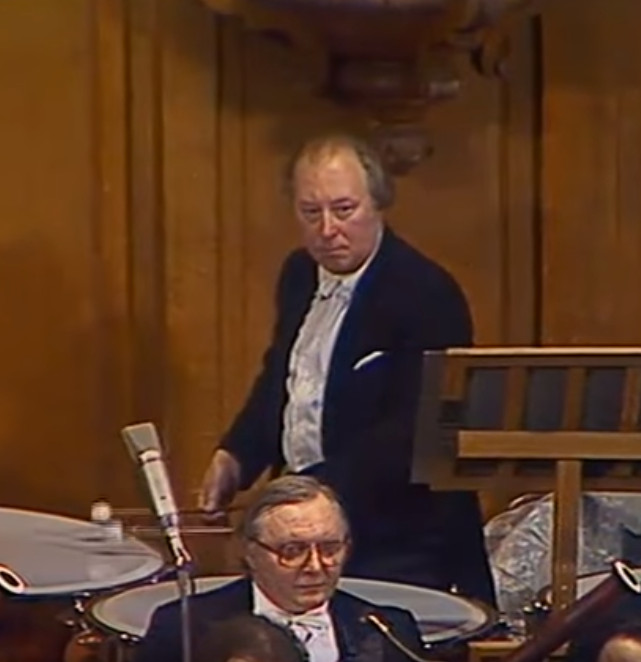
Валентин Снегирёв

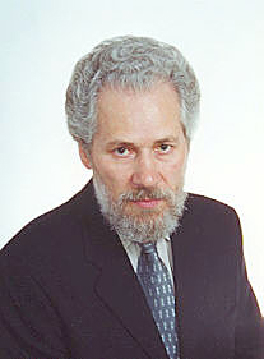
Георгий Чагин

- Гейшберг, Мариан (65) — словацкий актёр и певец[188].
- Жежера, Анатолий Иванович (78) — советский и российский военачальник, начальник Челябинского высшего военного командно-инженерного училища (1987—1999), генерал-майор (1989)[189].
- Маккейг, Дональд (78) — американский писатель, поэт, эссеист и дрессировщик пастушьих собак[190].
- Мостовая, Анна Карповна (93) — советский передовик производства, отделочница Владивостокской мебельной фабрики, Герой Социалистического Труда (1974)[191].
- Раусниц, Пол (90) — американский и чешский бизнесмен, владелец компании Meopta[192].
- Рейн, Дуглас (90) — канадский актёр[193].
- Снегирёв, Валентин Михайлович (86) — советский и российский литаврист, солист ГАСО СССР п/у Евгения Светланова, народный артист Российской Федерации (2002)[194].
- Такшантова, Надежда Фёдоровна (70) — советская и российская артистка цирка, дрессировщица, заслуженная артистка Российской Федерации (2013)[195].
- Фёдоров, Алексей Викторович (66) — деятель российских спецслужб, бывший заместитель руководителя департамента ФСБ России, генерал-лейтенант[196].
- Хармони, Ольга (90) — мексиканская писательница и театральный критик[197].
- Чагин, Георгий Николаевич (74) — советский и российский историк, этнолог, краевед, профессор, заведующий кафедрой древней и новой истории России Пермского университета (с 1995), почётный работник высшего профессионального образования РФ (2004), заслуженный работник высшей школы РФ (2007)[198].

### 10 ноября

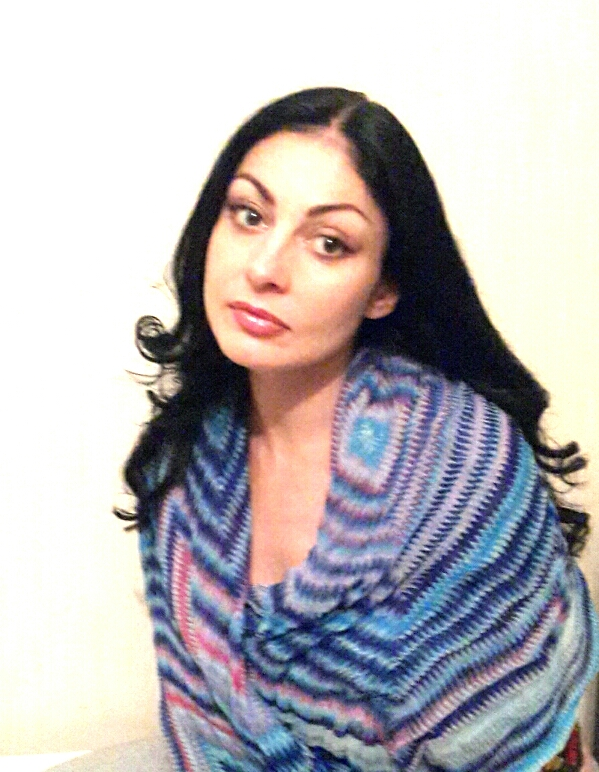
Юлия Волчкова

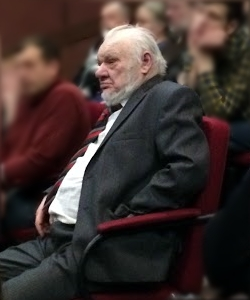
Юрий Пузаченко

- Бальдассаре, Раффаэле (62) — итальянский политик, депутат Европейского парламента (2009—2014)[199].
- Барселлус, Жуэл (81) — бразильский актёр[200].
- Волчкова, Юлия Вадимовна (44) — украинская актриса театра и кино, заслуженная артистка Украины (2015)[201].
- Мурадян, Левон (60) — армянский актёр[202].
- Пузаченко, Юрий Георгиевич (78) — советский и российский географ, профессор географического факультета МГУ[203].
- Флегель, Манфред (91) — восточногерманский государственный деятель, заместитель председателя Совета министров ГДР (1967—1989)[204].

### 9 ноября

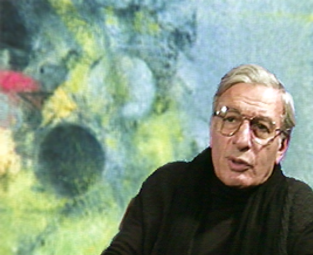
Альберт Битран

- Ахроменко, Владислав Игоревич (53) — белорусский писатель, сценарист и прозаик, журналист[205].
- Битран, Альбер (87) — французский художник и скульптор[206].
- Бородин, Юрий Иванович (89) — советский и российский лимфолог, академик АМН СССР—РАМН (1980—2013), академик РАН (2013)[207].
- Грин, Джеймс (91) — американский актёр[208].
- Зармандили, Биджан (76) — иранский и итальянский писатель[209].
- Зимовец, Виталий Андреевич (79) — советский и украинский кинооператор, заслуженный деятель искусств Украины (2003)[210].
- Палютин, Евгений Андреевич (73) — советский и российский математик, доктор физико-математических наук, профессор, известный учёный сибирской школы алгебры и логики[211].

### 8 ноября

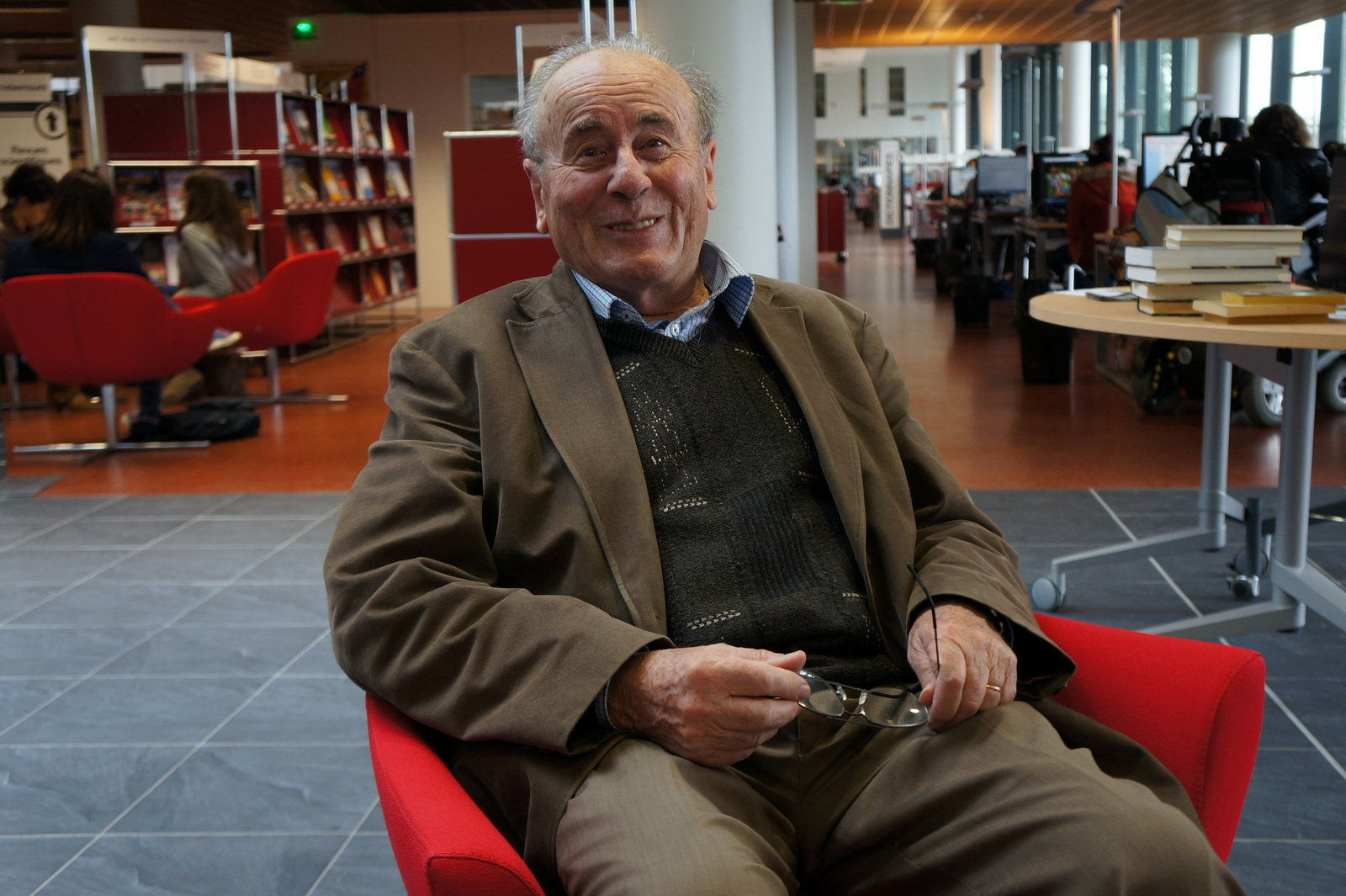
Барталоме Беннассар

- Ахмат-Хужа, Асхаль (Асхаль Ахметхужин) (76) — советский и российский башкирский поэт и литературный переводчик[212].
- Баш, Гарольд (77) — израильский химик[213].
- Беннассар, Барталоме (89) — французский историк[214].
- Босак, Николай Владимирович (70) — украинский писатель, журналист и литературовед[215].
- Бурганов, Агдас Хусаинович (98) — советский и российский историк, профессор, почётный член Академии наук Республики Татарстан[216].
- Годбут, Билл (79) — американский компьютерный учёный[217].
- Киструга, Ион (66) — молдавский кинорежиссёр[218].
- Кольцова, Вера Александровна (71) — советский и российский психолог, заместитель директора, заведующая лабораторией истории психологии и исторической психологии Института психологии РАН, лауреат премии имени С. Л. Рубинштейна (2008)[219].
- Планк, Раймонд (96) — американский бизнесмен, основатель Apache Corp.[220].
- Румянцев, Николай Михайлович (54) — советский и российский непрофессиональный актёр, участник киножурнала «Ералаш»[221].
- Фромер, Владимир (78) — израильский журналист и писатель[222].
- Цуккерман, Марвин (90) — американский психолог[223].

### 7 ноября

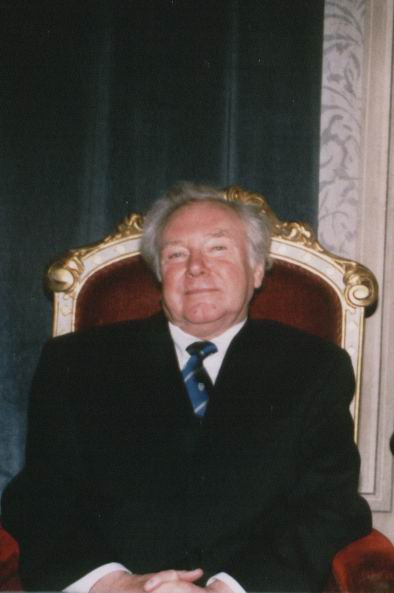
Алан Уотсон

- Аджуджи, Хамаджода (81) — камерунский государственный деятель, министр животноводства и рыболовства (1984—2004)[224].
- Аль-Джассер, Турки бин Абдул Азиз (?) — саудовский журналист и писатель; убит Саудовцы замучили и убили еще одного журналиста.
- Беляева, Лилия Ивановна (84) — советская и российская писательница[225].
- Бурин, Лев Николаевич (75) — советский и российский художник, заслуженный работник культуры России (2004)[226].
- Добровольский, Анатолий Михайлович (94) — советский военачальник, военный комиссар Тульской области (1976—1988), генерал-майор[227].
- Исраэль, Жерар (89) — французский политик, депутат Европарламента (1980—1984)[228].
- Ле, Франсис (86) — французский композитор и исполнитель, лауреат премии «Оскар» (1970)[229].
- О’Салливан, Майкл (67) — ирландский композитор и пианист[230].
- Панахова, Амалия Алиш кызы (73) — советская и азербайджанская актриса театра и кино, народная артистка Азербайджанской ССР (1985), народная артистка Армянской ССР (1985)[231].
- Рабин, Оскар Яковлевич (90) — советский и французский художник, один из основателей неофициальной художественной группы «Лианозово», организатор «Бульдозерной выставки» (1974)[232].
- Уотсон, Алан (85) — британский юрист, профессор[233].
- Черноглазов, Сергей Юрьевич (71) — советский и российский театральный актёр, артист Северодвинского драматического театра, заслуженный артист Российской Федерации (1998)[234].

### 6 ноября

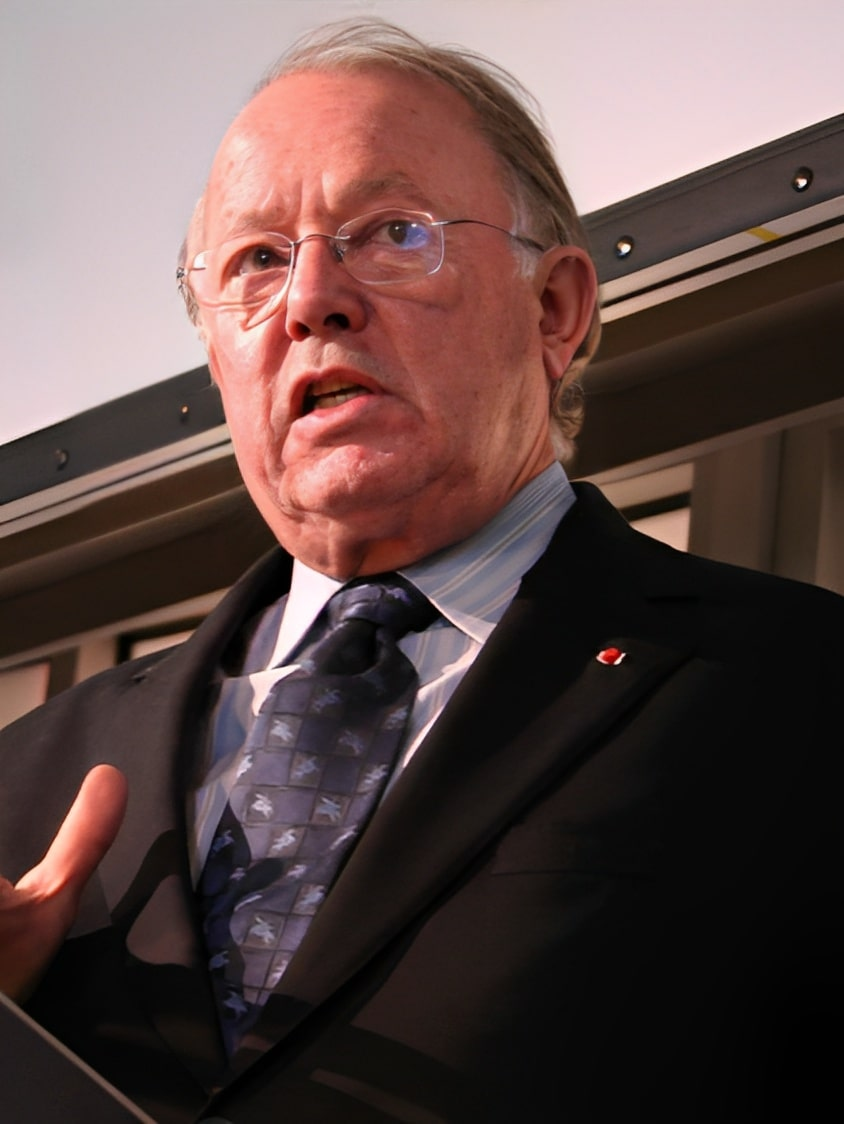
Бернар Ландри

- Аль-муфтий, Инаам (89) — иорданская государственная деятельница, министр социального развития (1979—1984)[235].
- Бьеспфлуг, Френсис (70) — французский продюсер[236].
- Гото, Тэцуо (68) — японский актёр[237].
- Дэн Цидун (80) — китайский геолог, член Китайской академии наук[238].
- Кирюшин, Евгений Александрович (69) — советский испытатель аэрокосмических систем жизнеобеспечения, Герой Российской Федерации (1997)[239].
- Кузнецов, Виктор Сергеевич (74) — советский хоккеист, выступавший за свердловский «Автомобилист» (1963—1979), российский и эстонский тренер по хоккею[240].
- Кэнтуэлл, Джонатан (36) — австралийский велогонщик[241].
- Ландри, Бернар (81) — канадский государственный деятель, премьер-министр Квебека (2001—2003)[242].
- Лотарио, Хосе (Гваделупе Робледо) (83) — американский тренер по профессиональной борьбе[243].
- Макдауэлл, Хью (65) — британский виолончелист (Electric Light Orchestra)[244].
- Морган, Дэйв (74) — британский автогонщик, участник чемпионата мира по автогонкам в классе Формула-1[245].
- Стинетт, Роберт (94) — американский моряк, фотограф и писатель[246].
- Сторпирштис, Арунас (68) — советский и литовский актёр театра и кино[247].
- Уорд, Йен (90) — британский физик[248].

### 5 ноября
- Ильин, Виктор Васильевич (89) — советский и российский писатель и литературовед[249].
- Колобич, Зенон Фёдорович (64) — советский и украинский хореограф, основатель и художественный руководитель ансамбля танца «Горицвет» (с 1975), народный артист Украины (2009)[250].
- Корчагина, Наталья Владимировна (70) — советская и российская театральная актриса, артистка Московского ТЮЗа (с 1974), заслуженная артистка Российской Федерации (2002)[251].
- Кристиансен, Кит (74) — американский хоккеист, серебряный призёр зимних Олимпийских игр в Саппоро (1972)[252].
- Магомедов, Абдурахим Омарович (75) — российский дагестанский теолог и богослов, проповедник, переводчик Корана[253].
- Малютин, Андрей Николаевич (58) — российский предприниматель и эколог, президент Владивостокской фондовой биржи, директор Дальневосточного морского биосферного заповедника ДВО РАН[254].
- Николайчук, Оксана (43) — российская журналистка[255].
- Рейнерт, Рик (93) — американский режиссёр-аниматор[256].
- Синодзука, Масанобу (87) — японский инженер, специалист в области теории и методологии оценки риска в гражданском строительстве[257].
- Сугаков, Анатолий Иванович (68) — советский и российский подводник, капитан 1-го ранга, Герой Российской Федерации (1996)[258].
- Ткач, Сергей Фёдорович (66) — советский и украинский серийный убийца, насильник и педофил[259].
- Том, Питер (54) — государственный деятель Соломоновых Островов, министр внутренних дел, (2009—2010)[260].
- Хуссаини, Али Скуали (86) — марокканский писатель, автор слов национального гимна[261].
- Четвериков, Геннадий Яковлевич (83) — молдавский советский и белорусский киноактёр и каскадёр[262].
- Швайгер, Андреас (65) — западногерманский биатлонист, серебряный и бронзовый призёр чемпионатов мира: в Лахти (1981) и в Хохфильцене (1978)[263].

### 4 ноября

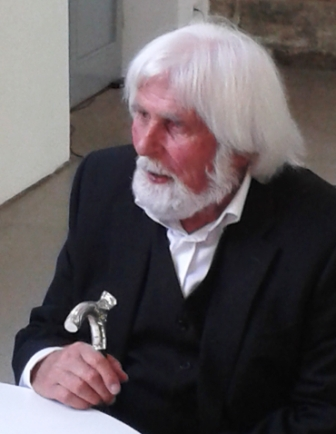
Карл-Хайнц Адлер

- Адлер, Карл-Хайнц (91) — немецкий скульптор и художник-концептуалист[264].
- Бардески, Марко, Децци (84) — итальянский архитектор[265].
- Ван Хуанью (63) — китайский физик[266].
- Галкин, Александр Иванович (70) — советский и российский тренер по футболу и хоккею с мячом, заслуженный тренер РСФСР[267].
- Гандзюк, Екатерина Викторовна (33) — украинская политическая и общественная деятельница; последствия теракта[268].
- Гринёв, Роман (41) — российский джазовый гитарист; несчастный случай[269].
- Жаров, Василий Андреевич (92) — советский рабочий-судостроитель, бригадир судостроительного завода имени С. М. Кирова (Хабаровск), Герой Социалистического Труда (1971)[270].
- Ибрагимов, Наиль Хайруллович (79) — советский и российский учёный, специалист в области математической физики, лауреат Государственной премии СССР[271].
- Ислам, Тарикул (73) — бангладешский государственный деятель, министр продовольствия (2001—2002), министр информации (2002—2004)[272].
- Мело, Марио (56) — аргентинский профессиональный боксёр, экс-чемпион мира[273].
- Миславский, Юрий Моисеевич (71) — советский и российский пианист[274].
- Мортенссон, Бертил (73) — шведский философ и писатель[275],
- Син Сон-иль (81) — южнокорейский актёр[276].
- Туладхар, Падма Ратна (78) — непальский государственный деятель, министр труда и здравоохранения (1994—1995)[277].
- Хейвуд, Джереми (56) — британский государственный деятель, секретарь Кабинета министров Великобритании (2012—2018)[278].

### 3 ноября

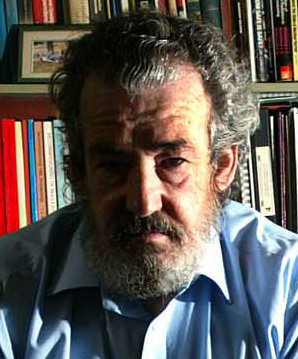
Джон Ладж

- Гинот, Мария (73) — португальская певица[279].
- Жумагужин, Касым (33) — казахский каскадёр[280].
- Кога, Виктор (?) — советский, российский и японский самбист, мастер спорта СССР, основатель Всеяпонской федерации самбо[281].
- Лавров, Олег Алексеевич (70) — российский театральный актёр и режиссёр, главный режиссёр Кимрского театра драмы и комедии (с 1991), народный артист Российской Федерации (2007)[282].
- Ладж, Джон (75) — британский ядерный инженер, специалист в области ядерной безопасности и радиационных аварий[283].
- Локк, Сондра (74) — американская актриса, режиссёр, певица[284].
- Лам, Ямми (54) — гонконгская актриса[285].
- Мор, Жан (93) — швейцарский фотограф[286].
- Теджада, Давид (89) — перуанский врач и государственный деятель, министр здравоохранения (1985—1987, 1989), заместитель генерального директора Всемирной организации здравоохранения (1974—1985)[287].
- Шиллер, Эрик (63) — американский шахматист и один из самых плодовитых авторов книг по шахматам в 20-м веке[288].
- Эллиот, Алистер (86) — британский поэт[289].

### 2 ноября

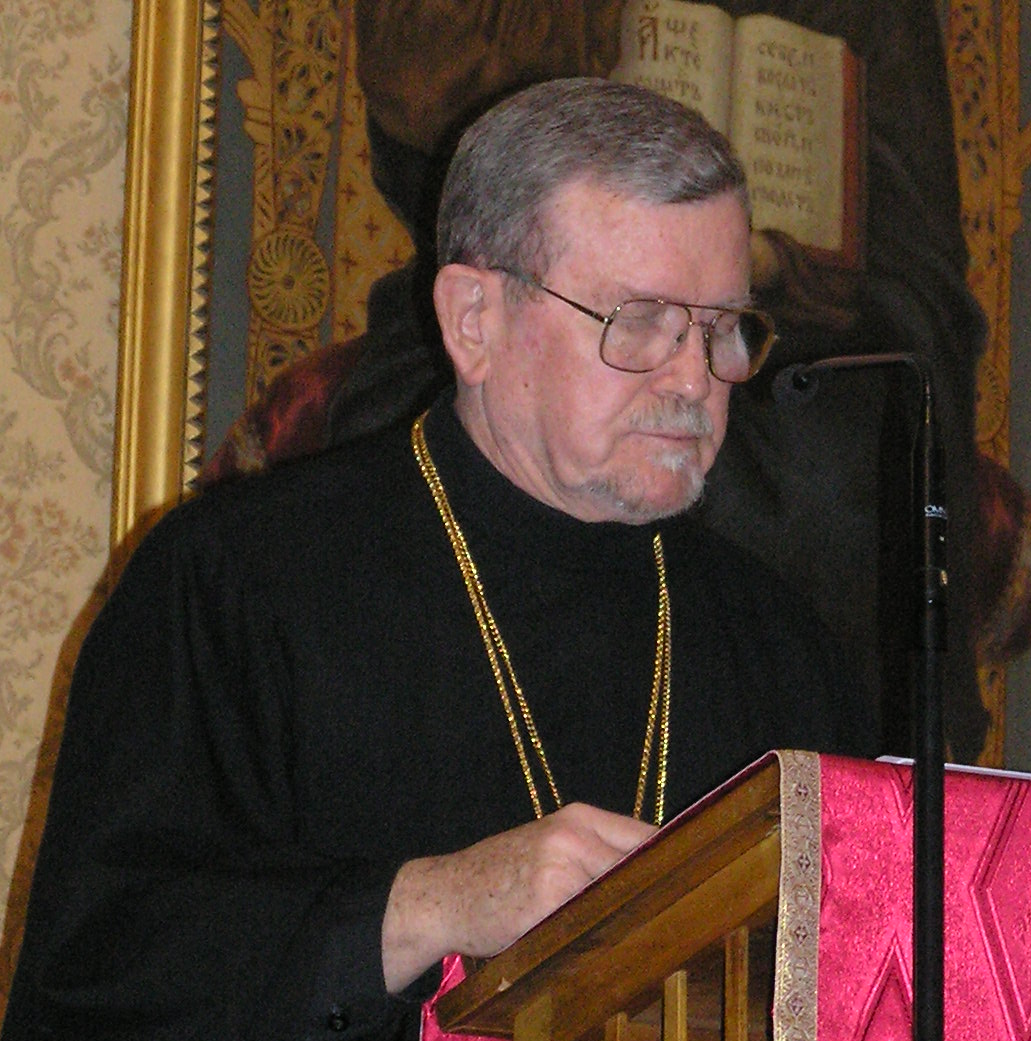
Роберт Тафт

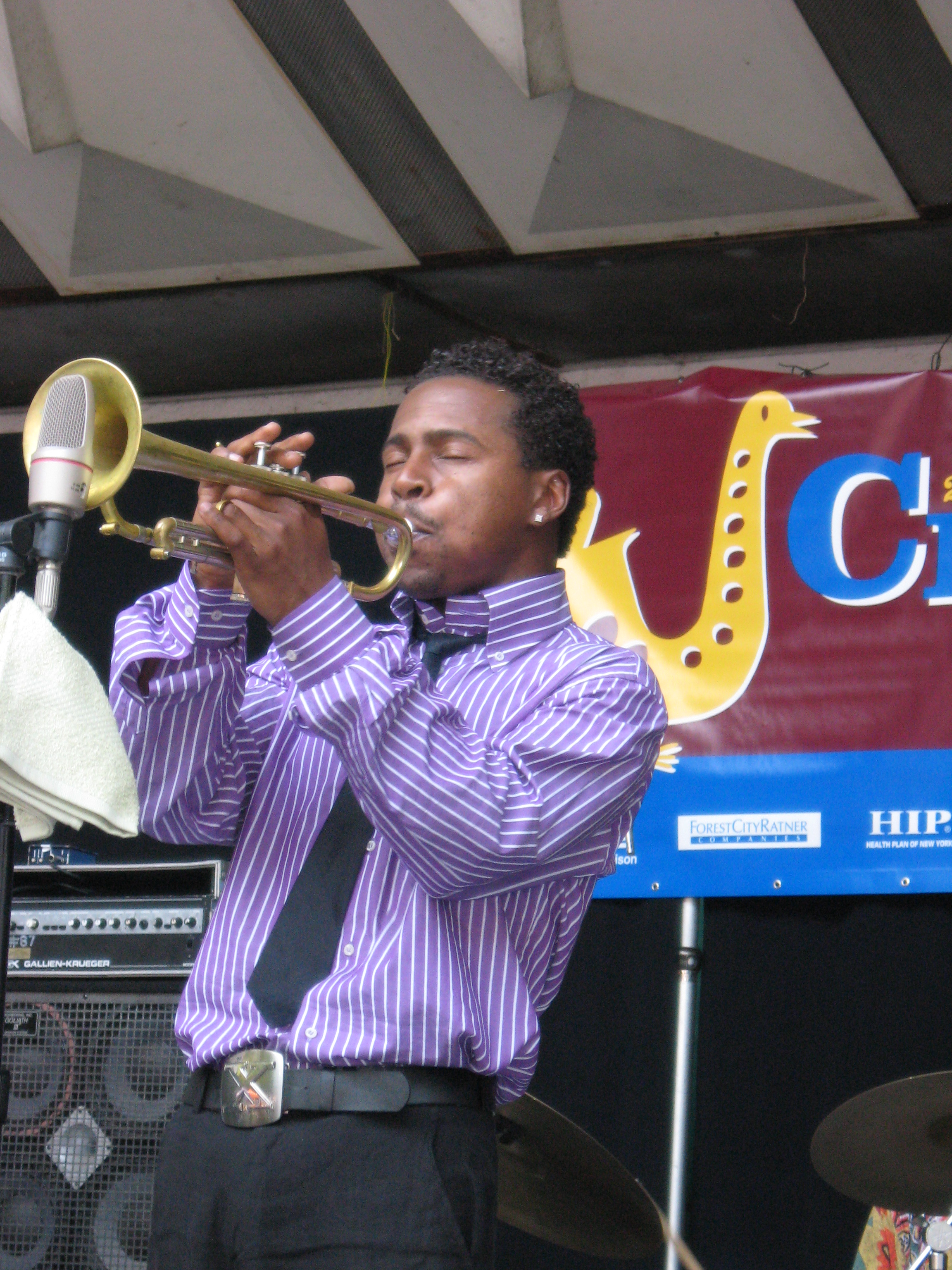
Энтони Харгроув

- Роджер Бутл-Уилбрахам, 7-й барон Скелмерсдейл (73) — британский аристократ, барон Скелмерсдейл (с 1973 года)[290].
- Бон, Нафтали (73) — кенийский легкоатлет, серебряный призёр летних Олимпийских игр в Мехико (1968)[291].
- Вырозумский, Ежи (88) — польский историк, профессор гуманитарных наук, специалист по истории Средневековья[292].
- Дагио, Кристиан (49) — итальянский профессиональный боксёр; последствия нокаута[293].
- Де Луна, Альваро (83) — испанский актёр[294].
- Дементьев, Александр Семёнович (70) — начальник Главного управления МВД по Воронежской области (1997—2006), генерал-лейтенант милиции в отставке[295].
- Джон Рассел, 27-й барон де Клиффорд (90) — британский аристократ, барон де Клиффорд (с 1982 года)[296].
- Дмитриев-Туутук, Пётр Никифорович (80) — советский и российский якутский писатель и собиратель якутского фольклора, муж оперной певицы Анегины Ильиной[297].
- Йенсен, Торбен (74) — датский актёр[298].
- О’Нил, Китти (72) — американская каскадёрша и гонщица[299].
- Родригес Боланьос, Томас (74) — испанский политический деятель, мэр Вальядолида (1979—1995)[300].
- Пейджер, Девах (46) — американский социолог[301].
- Савери, Гил (101) — американский журналист, лауреат Пулитцеровской премии (1949)[302].
- Седлецкая, Ольга Яковлевна (80) — советская и российская театральная актриса, артистка Магаданского музыкально-драматического театра (с 1964), народная артистка Российской Федерации (1999)[303].
- Тафт, Роберт (86) — американский литургист и богослов, исследователь восточных христианских обрядов и традиций[304].
- Фаувер, Джош (39) — американский музыкант (Deerhunter)[305].
- Фингарет, Герберт (97) — американский философ[306].
- Фоссон, Марк (68) — американский певец и музыкант[307].
- Харгроув, Энтони (49) — американский джазовый трубач, двукратный лауреат премии «Грэмми»[308].
- Хилл, Джейн (79) — американский лингвист и антрополог[309].
- Чабай, Нельсон (78) — уругвайский футболист («Уракан», национальная сборная)[310].
- Чоу, Рэймонд (91) — гонконгский продюсер, основатель кинокомпании «Golden Harvest»[311].
- Шварц, Глен (78) — американский гитарист (James Gang)[312].

### 1 ноября

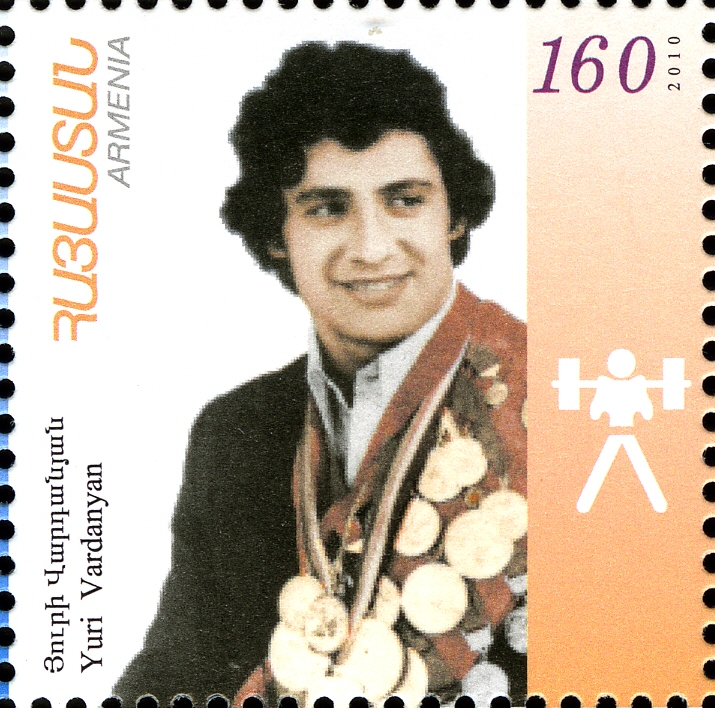
Юрий Варданян

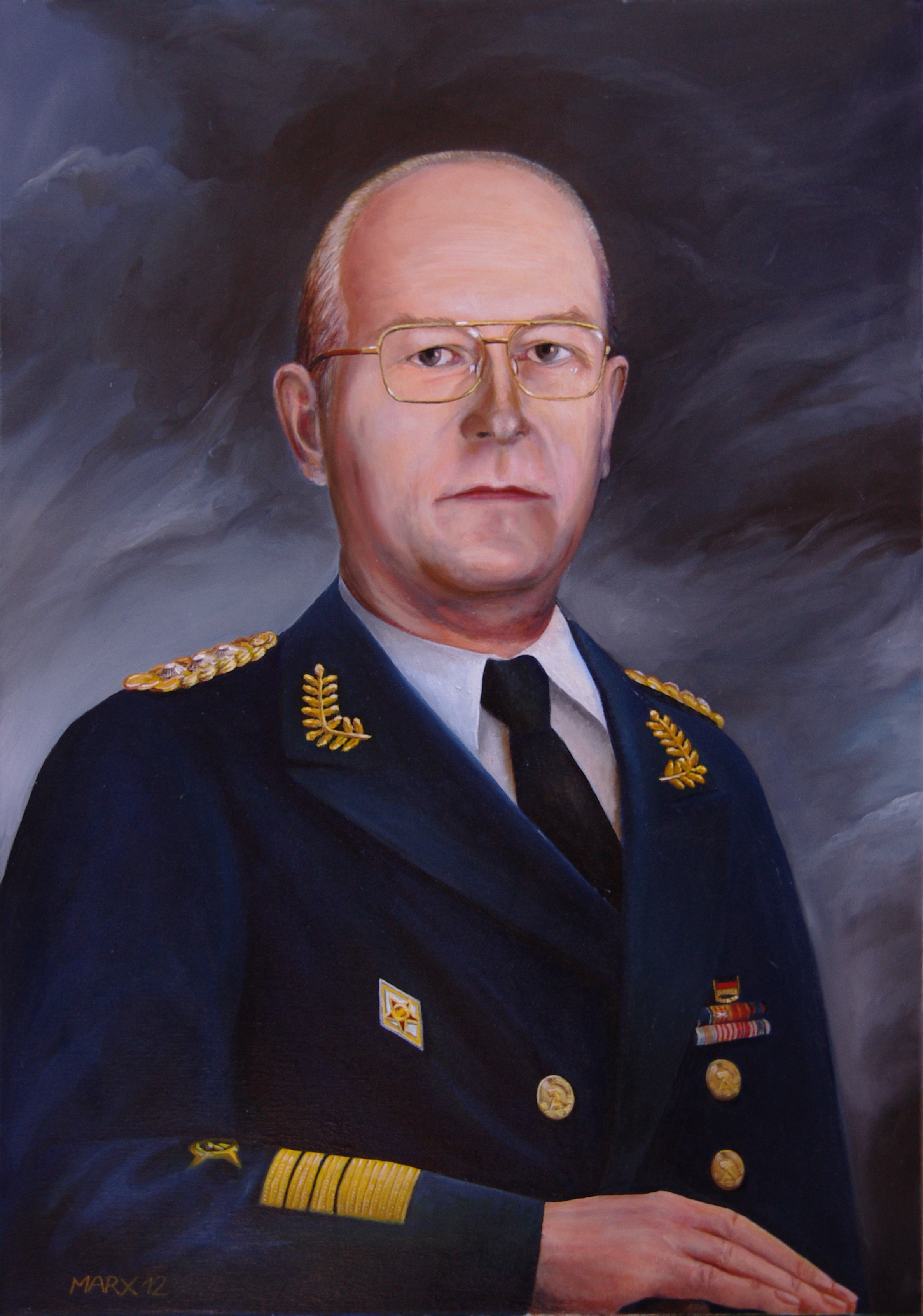
Теодор Хофман

- Барбаро, Франческо (91) — один из главарей итальянской мафии (Барбаро ндрина)[313].
- Варданян, Юрий Норайрович (62) — советский тяжелоатлет, чемпион летних Олимпийских игр в Москве (1980), заслуженный мастер спорта СССР (1977), отец Норика Варданяна[314].
- Грант Банни (78) — ямайский профессиональный боксёр[315].
- Джуффре, Карло (89) — итальянский актёр[316].
- Ершов, Владимир Данилович (69) — российский поэт, один из основателей творческого объединения «Заозёрная школа», художник[317].
- Наулко, Всеволод Иванович (84) — советский и украинский этнограф, член-корреспондент НАН Украины, заслуженный работник образования Украины (2003)[318].
- Ровай, Педро (80) — бразильский режиссёр и продюсер[319].
- Слоевская, Халина (85) — польская актриса театра и кино[320].
- Своффорд, Кен (85) — американский актёр[321].
- Тютюнник, Владимир Григорьевич (64) — советский и российский театральный режиссёр и актёр, артист драматического театра Восточного военного округа, народный артист Российской Федерации (2005)[322].
- Хофман, Теодор (83) — военачальник и государственный деятель ГДР, министр национальной обороны ГДР (1989—1990), адмирал (1989)[323].
- Шевалье, Ален (87) — французский бизнесмен, сооснователь компании LVMH[324].